# Лиственный лес

Лиственный лес в средней полосе России

Ли́ственный лес — лес, состоящий из лиственных пород деревьев и кустарников. Его также называют листопадным или летнезелёным за характерный ежегодный сброс листьев перед наступлением холодов.

## Распространение

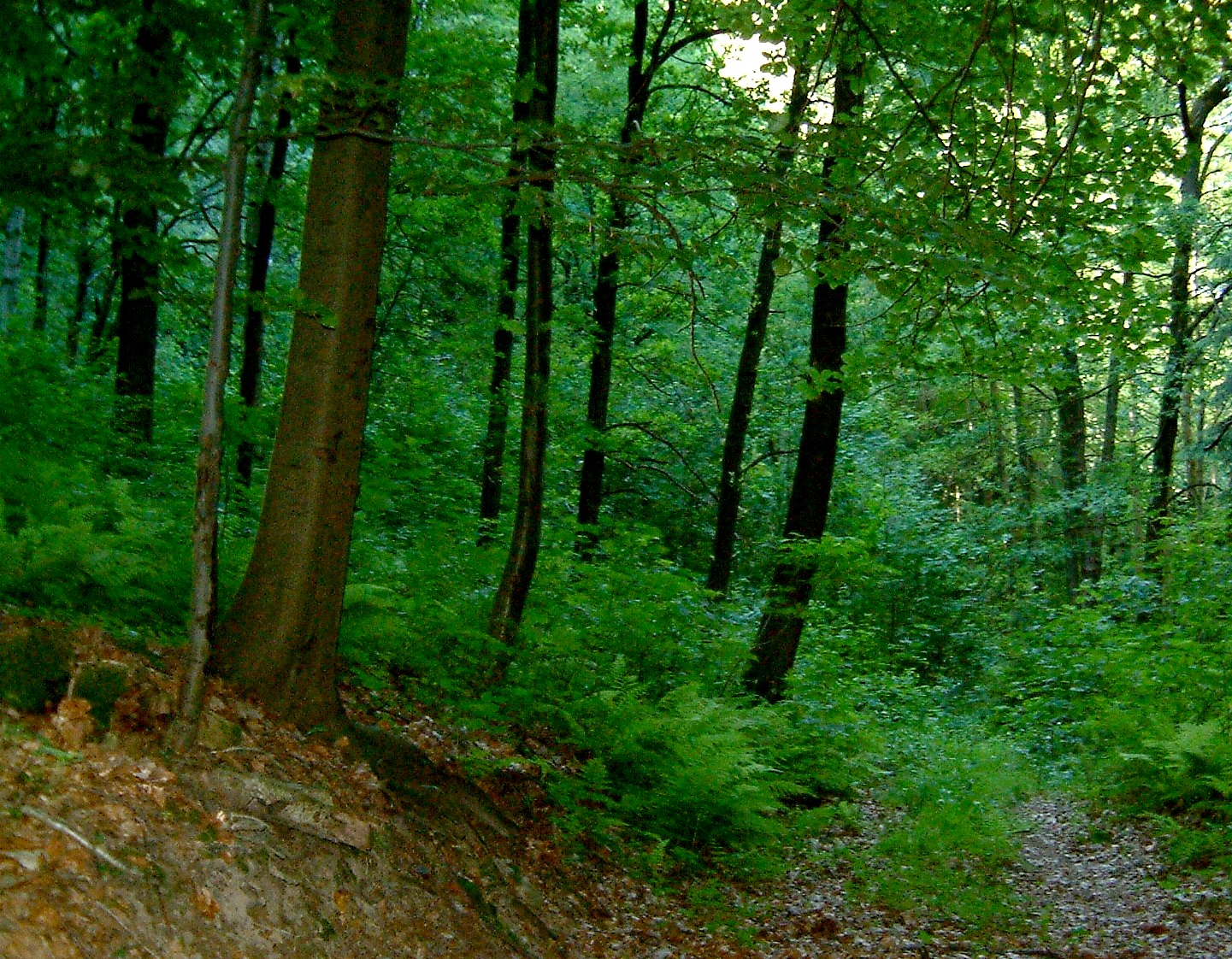
Лиственный лес в Германии

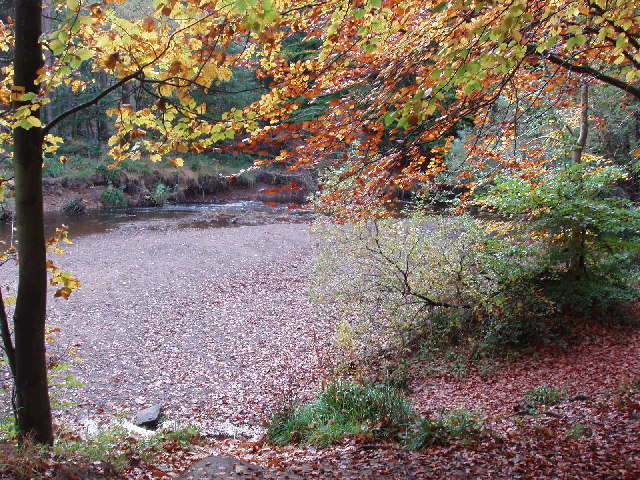
Лиственный лес осенью, Англия

Зона лиственных лесов лучше развита в Северном полушарии и расположена южнее зоны бореальных хвойных лесов умеренно холодного климата, южная граница которых проходит между 50° и 60° северной широты, но не охватывает всю территорию собственно умеренной зоны. Она включает Западную Европу (к северу от 43°—44° северной широты), Центральную Европу, Южную Скандинавию, выклинивается в Восточной Европе до Южного Урала, узкой полосой проходит в широтном направлении по югу Западной Сибири и после перерыва — широкой (до 1000 км) меридиональной полосой вдоль побережья Восточной Азии от Янцзы до 54° северной широты; изолированные участки этой зоны есть на Кавказе и Южной Камчатке.
В Европе лиственные леса заходят далеко на север, в западной части своего ареала даже севернее 58° северной широты, что связано с благоприятным влиянием Гольфстрима. Лиственные леса в Европе простираются вдоль атлантического побережья, начиная от северной части Пиренейского полуострова и кончая Южной Скандинавией; в Восточной Европе, где чувствуется влияние континентального климата, лиственные леса начинают выклиниваться уже в районе Днепра; таким образом область распространения их на Европейском континенте напоминает по форме треугольник. В Западной Европе лиственные леса представлены приатлантическими верещатниками, как крайней степенью деградации лиственного леса. В таком густонаселённом районе, как Центральная Европа, леса сохранились лишь небольшими ограниченными зонами, к востоку их сменяют смешанные леса.
В Северной Америке лиственные леса развиты на восточном побережье, где они тянутся полосой до 1000 км от Северной Флориды (от нижнего течения реки Огайо и склонов южной части Аппалачей) до 50° северной широты (к югу от провинции Онтарио и южной части провинции Квебек). Лиственные леса в Северной Америке и Восточной Азии ограничены с юга субтропическими влажными лесами Флориды или Восточного Китая, а с севера — бореальными хвойными лесами; в переходных зонах преобладают смешанные леса.
В Южном полушарии лиственные леса встречаются в южной части Среднего Чили и на Огненной Земле. Южная граница лиственных лесов в Чили проходит в продольной долине по 41°30' южной широты, в береговых хребтах — по 40° южной широты, на западном склоне Анд — по 39° южной широты. Эти леса также имеются на двух высоких вершинах берегового хребта Кампана и Роблес, далеко севернее основной зоны, между 39° и 40° южной широты они переходят на аргентинскую сторону Анд.

### Климат
Зона распространения лиственных лесов характеризуется умеренным климатом, с чередованием летнего, осеннего, зимнего и весеннего периодов. Полуостровной характер Западной Европы обуславливает влияние океана на климат. Преобладающие западные ветра приносят влагу внутрь континента, а господствующие тёплые океанические течения предотвращают образование льдов у побережья Западной Европы южнее мыса Нордкап. В западной части Европы зимние температуры на 20° выше средней температуры для соответствующей широты. Чем дальше вглубь континента, тем сильнее проявления континентального климата с холодной зимой и жарким летом. Нулевая изотерма, ограничивающая безморозный климат, проходит от мыса Нордкап в Норвегии к югу до Гамбурга и Альп, пересекает Балканы и Крым, доходит до города Баку на Каспийском море. Безморозный период длится от 200—208 дней на западе до 120 дней на востоке европейской части зоны лиственных лесов. Средняя температура летом на 55° северной широты составляет 21 °C, в то же время на Средиземноморском побережье бывают три жарких месяца, когда температура превышает 21 °C. Годовое количество осадков в горах и на части западного побережья превышает 1500 мм в год. В Пиренеях, Альпах, Карпатах и на Кавказе имеются места, где годовое количество осадков составляет до 1000—1200 мм в год. На большей части территории Европы годовое количество осадков составляет от 500 до 1000 мм в год. Относительно мягким климатом характеризуется Дальний Восток России, где оказывает влияние Тихий океан.
В Северной Америке климат неодинаков в разных районах из-за большого размера континента. В зоне умеренного климата летние периоды жарче, а зимы холоднее, чем в Европе. Преобладающие северо-западные ветры дуют с Тихого океана и создают на западном побережье мягкий и ровный климат. В этой и других прибрежных зонах атмосферные осадки обильные, внутри континента осадков выпадает меньше.

## Характеристики
Леса этого типа высокие, 25—40 м, представлены в основном двумя ярусами деревьев, ярусом кустарников и травянистым покровом, в котором можно также выделить два — три яруса по высоте трав. Характерной чертой лиственного леса является преобладание видового разнообразия трав над разнообразием деревьев.
Деревья лиственного леса сильно ветвятся (до 6—8 порядков), образуя густую крону. Листовые пластинки деревьев обычно простые, лопастные или зубчатые по краю, изредка сложные. Они тонкие и не приспособлены для перенесения ни сильных засух, ни морозов, поэтому при наступлении неблагоприятного периода сбрасываются, зимой все деревья лиственного леса сбрасывают листву.
Различают:
- широколиственные леса, в которых деревья верхнего яруса имеют листья крупного и среднего размера; они отличаются высокой теневыносливостью и требовательностью к почве, светолюбивы; к ним относятся дуб, клён, липа, ясень, вяз; широколиственные леса растут в условиях сравнительно мягкого климата, лишённого континентальности;
- мелколиственные леса, в которых преобладающие древесные породы имеют мелкие листовые пластинки; это берёзовые, осиновые и ольховые леса; мелколиственные леса более светолюбивы и менее требовательны к плодородию почвы, они также более морозоустойчивы.

Кроме того лиственные леса подразделяются на монодоминантные и полидоминантные. Леса Северной Америки, Чили и Восточной Азии полидоминантные, представлены многими породами деревьев, а в Европе, Сибири, на Камчатке и Огненной Земле монодоминантные, в них отдельные виды деревьев преобладают или образуют своего рода зоны.

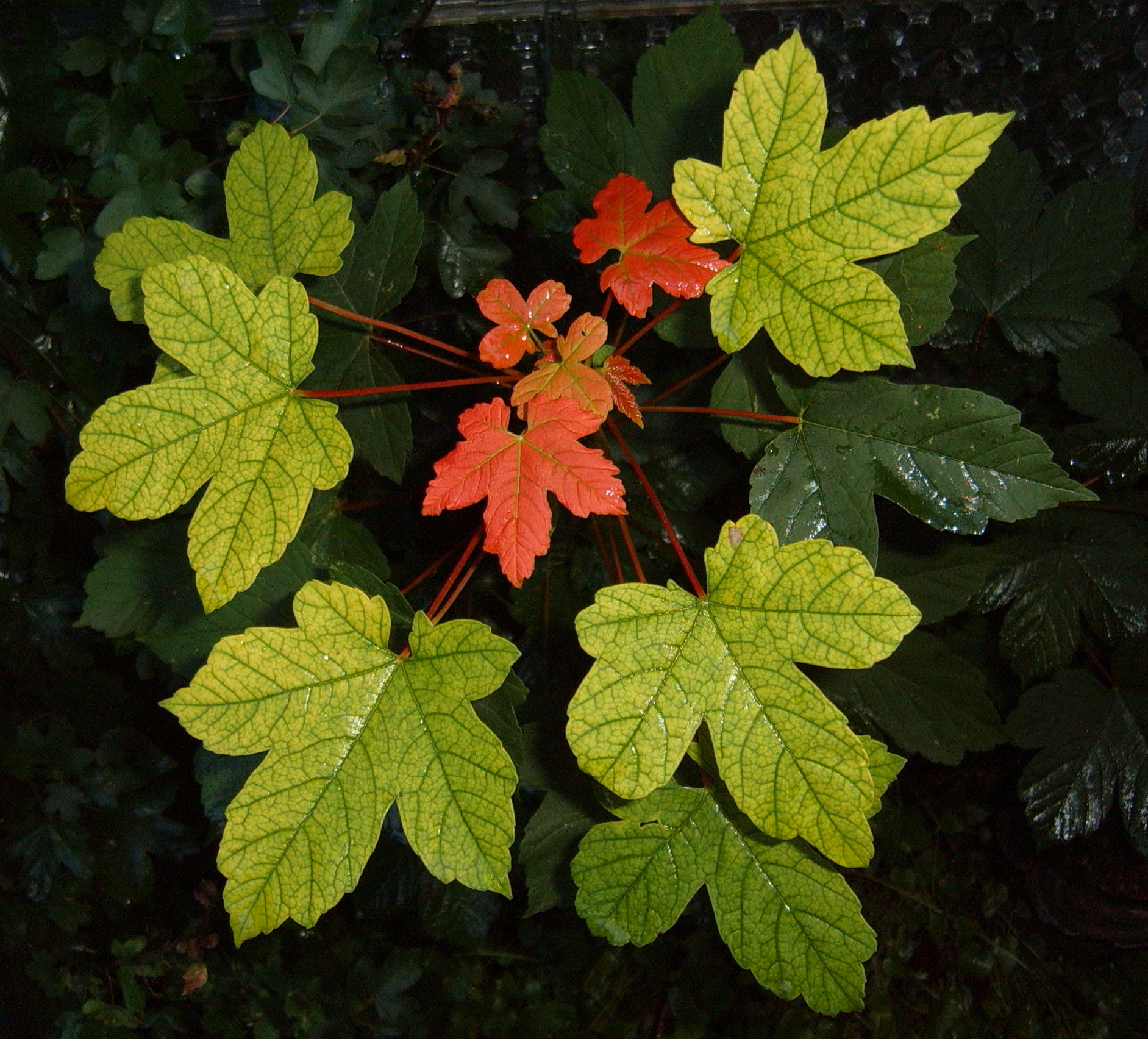
Листья явора, или клёна белого

Широколиственные буковые и мелколиственные леса имеют всего один древесный ярус и слаборазвитый ярус кустарников, который может и отсутствовать. Буковые тенистые леса с мощной лесной подстилкой чаще других лишены второго яруса, кустарников и травянистого покрова, образуя так называемые мёртвопокровные бучины. Второй ярус в других широколиственных лесах состоит из деревьев меньшей высоты. В таких лесах почти всегда хорошо развит подлесок из кустарников.
В тёплых областях лиственного леса (приатлантическая Западная Европа, восточная часть Китая, Южные Аппалачи, Крым и Кавказ) во втором древесном ярусе, среди кустарников и трав встречаются вечнозелёные виды, а также лианы, как деревянистые, так и травянистые, представленные немногими листопадными видами из семейств Бобовые, Жимолостные, Виноградовые, Бересклетовые и некоторых других.
Леса могут быть первичными, или коренными, и вторичными. Вторичные леса чаще бывают мелколиственными и возникают на месте уничтоженных пожарами, в результате нападения вредных насекомых, вырубки их человеком и по другим причинам хвойных и широколиственных лесов. Деревья мелколиственных лесов более светолюбивы и зимостойки, а также не требовательны к почве по сравнению с широколиственными деревьями, поэтому они появляются первыми во вторичных лесах, на местности с изменённым микроклиматом в результате гибели коренных лесов. По этой же причине берёзы и осины растут на окраинах коренных хвойных и широколиственных лесов.
Несмотря на ежегодный опад листьев, в этих лесах подстилка развита слабо, так как в условиях достаточно тёплого климата она быстро разлагается. Почва в таких лесах, в отличие от хвойных, в основном близка нейтральной по кислотности, что обеспечивает условия для формирования гумуса земляными червями и бактериями. По этой причине почти весь лиственный опад разлагается, образуя плодородный гумусовый горизонт. Опавшие осенью листья покрывают поверхность почвы ровным слоем и препятствует произрастанию мхов, поэтому в лиственном лесу мхи растут только у оснований деревьев или на выступающих местах.
Почвы в лесах умеренной зоны могут быть подзолистые, лессивированные, парабурозёмы, бурые лесные почвы, тёмно- и светло-серые лесные почвы, ранкеры, гумусированные карбонатные почвы, глеевые почвы и слаборазвитые почвы местообитаний пионерных пород:280.
Особый микроклимат, создаваемый в лиственном лесу, создаёт условия для поселения грибов, ягод, различных травянистых растений. В лесу обитают многочисленные полезные и вредные насекомые, птицы и другие животные. Все обитатели лиственного леса существуют во взаимной зависимости и образуют целостную экосистему лиственного леса.

## Состав

### Флора
Флористическое богатство и состав лиственных лесов зависят от широты и удалённости от океана. Состав европейско-сибирской части этих лесов, особенно их древесного яруса, значительно обеднён вследствие развития в четвертичный период покровного оледенения. За исключением бука, граба и двух видов дуба, ни одна древесная порода не доминирует в этих лесах. Ясень, клён, а также липа и вяз встречаются в этих лесах часто, остальные виды имеют подчинённое значение.
Лиственные леса Северной Америки и Восточной Азии, в том числе Дальнего Востока России, являющиеся остатками аркотретичной флоры плиоцена, отличаются исключительным разнообразием видового состава и самобытностью флоры и фауны. Колхидские леса также представляют собой остатки аркотретичной флоры.

#### Деревья и кустарники

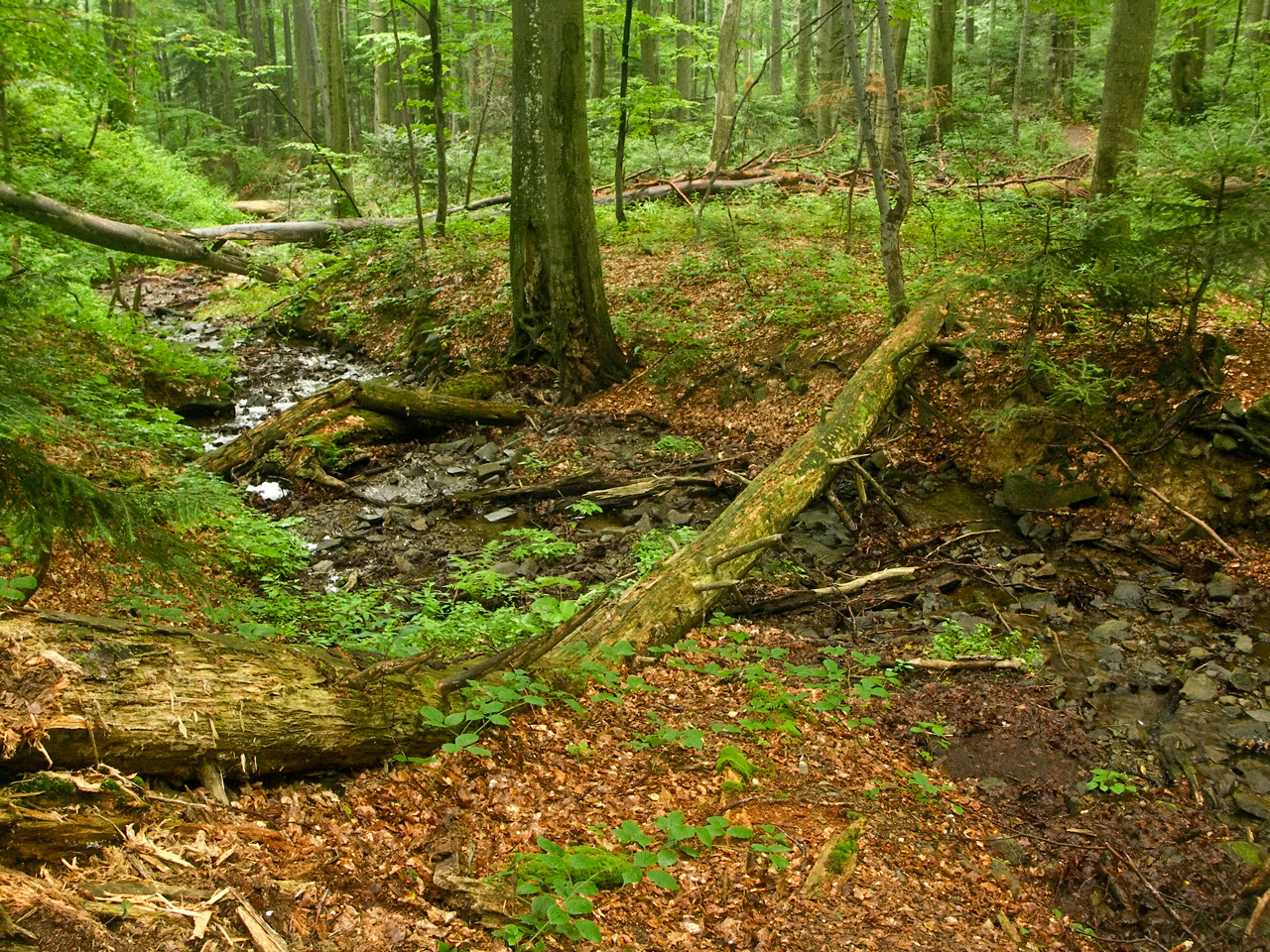
Буковый лес в Карпатах, Словакия

В Центральной Европе доминантной деревообразующей породой является бук. Бук теряет своё господство в приатлантических областях и в засушливых частях Центральной Европы, например, в Верхнерейнской низменности и в междуречье Заале и Эльбы, в Средней Чехии и Южной Моравии. Бук нередко образует верхнюю границу горного лесного пояса. На увлажнённых и лёгких песчаных почвах, на сухих скалах развиваются дубово-грабовые леса. К востоку от границы распространения бука начинает господствовать граб. Это наблюдается в междуречье Вислы, Среднего Днестра и Днепра. Реликтовый грабовый лес сохранился около Донца. Далее к востоку граб вытесняется дубом черешчатым.
Почти всю Русскую равнину, за исключением Прикарпатья и Предуралья, занимают восточноевропейские дубовые леса, образующие узкую полосу между степью на юге и смешанными лесами на севере. Они создают здесь особую зону, встречаясь отдельными участками к северу и к югу от неё. В древостое этой зоны господствует дуб обыкновенный с примесью липы, ясеня, ильма, клёна остролистного и полевого. На западе к этим породам присоединяются граб, явор, черешня и некоторые другие виды. В южных районах к дубу примешивается берест, а в долинах рек — вяз гладкий и ольха чёрная. В подлеске преобладают лещина, бересклет бородавчатый и боярышник. К северу, югу и особенно к востоку древостой заметно обедняется, многие спутники дуба встречаются всё реже или вовсе исчезают. В Заволжье, например, нет ясеня, клёна полевого, зато чаще начинают встречаться липа, ильм и клён остролистный.
Леса из ольхи чёрной встречаются на террасных понижениях больших рек и по долинам мелких речушек. Особенно они распространены в Полесье и Мещёре, где реки имеют слабовыработанные долины с низкими берегами. Леса из чёрной ольхи обычно приурочены к территориям с проточным увлажнением и богатыми почвами. Иногда их относят к низинным болотам.
Подзона монодоминантных лиственных лесов, представленная в Европейской части России в основном буком и дубом, охватывает западное предгорье Карпат, Восточные Карпаты, Прикарпатскую равнину, Подольскую и Бессарабскую возвышенности, Молдавию, Львовскую, Тернопольскую и Хмельницкую области, Крым, а также часть Северного Кавказа (до 600—800 м над уровнем моря) и Закавказья. В Прикарпатье распространены леса из дуба, бука и вяза. Восточноевропейские леса отделены степной зоной от лиственных лесов северного склона гор Крыма и Кавказа. Здесь зональность выражена в обратной последовательности: степь сменяется лесостепью, затем южнее идут лиственные леса, дубовые леса, которые сменяются буковыми лесами вплоть до колхидских лесов.
На Бессарабской и Каменец-Подольской возвышенностях произрастают дубы черешчатый и скальный, в южной части — дуб пушистый, явор, берёза. Важную роль играет также граб.

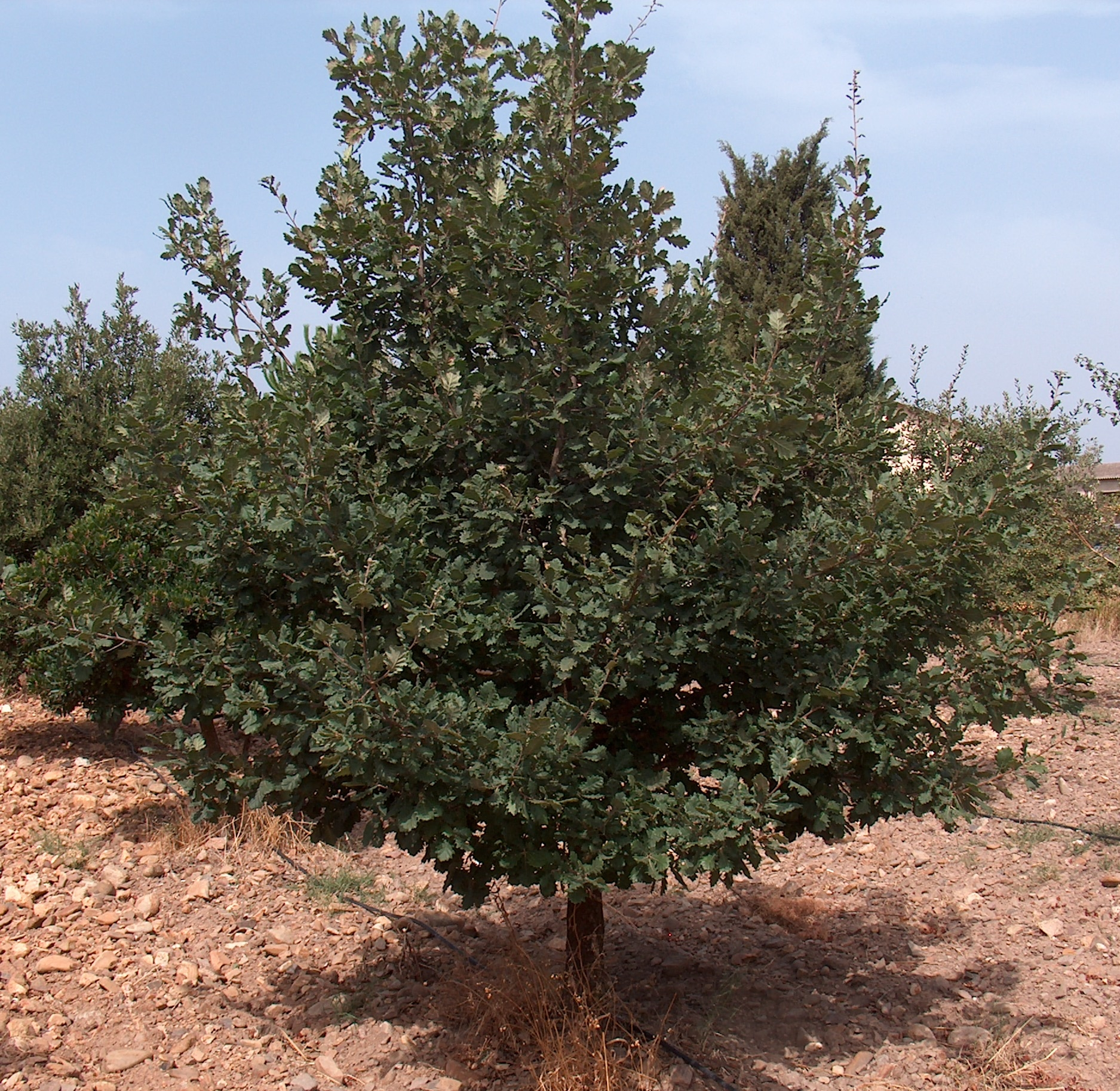
Дуб пушистый на острове Сардиния, Италия

Леса из дуба пушистого (средиземноморское низкорослое дерево до 8—10 м высотой) растут преимущественно в Крыму (в основном на южном склоне Главной гряды, в нижней его части) и на севере Черноморского побережья Кавказа (в районе Новороссийска). Ему сопутствуют грабинник, клён полевой, берест, кевовое дерево, вяз пробковый, ясень остроплодный (Fraxinus angustifolia subsp. oxycarpa), можжевельник красный. Кое-где к ним примешивается можжевельник древовидный. В подлеске встречаются скумпия, бирючина, кизил, сумах дубильный, держидерево, иглица, шиповники и боярышники. Леса из пушистого дуба встречаются также в Молдавии и в предгорных районах Дагестана.
Леса из дуба скального обычны в Горном Крыму (преимущественно на северных склонах) и на Северном Кавказе (в нижнем горном поясе, до 600—800 м над уровнем моря). Дубу скальному сопутствуют дуб обыкновенный, берест, клён полевой, яблоня дикая, черешня, груша и виды бука. Подлесок очень разнообразен и состоит из лещины, бересклета европейского, кизила, свидины и других. Часто кустарниковый ярус выражен слабо. В некоторых районах Предкавказья (бассейн Кубани) подлесок образован рододендроном жёлтым. В приморских районах Южного Крыма в можжевелово-дубовых лесах растут вечнозелёные земляничное дерево и ладанник.
В Закавказье широко распространены дуб грузинский (Quercus petraea subsp. iberica) и бук восточный с примесью явора, клёна полевого, береста, каштана. Часто в этих лесах развит второй ярус большей частью из грабинника. В подлеске растут лещина и рододендрон жёлтый, в Западном Закавказье ещё и рододендрон понтийский, иглица и некоторые другие кустарники. Бук восточный часто встречается и на Северном Кавказе.

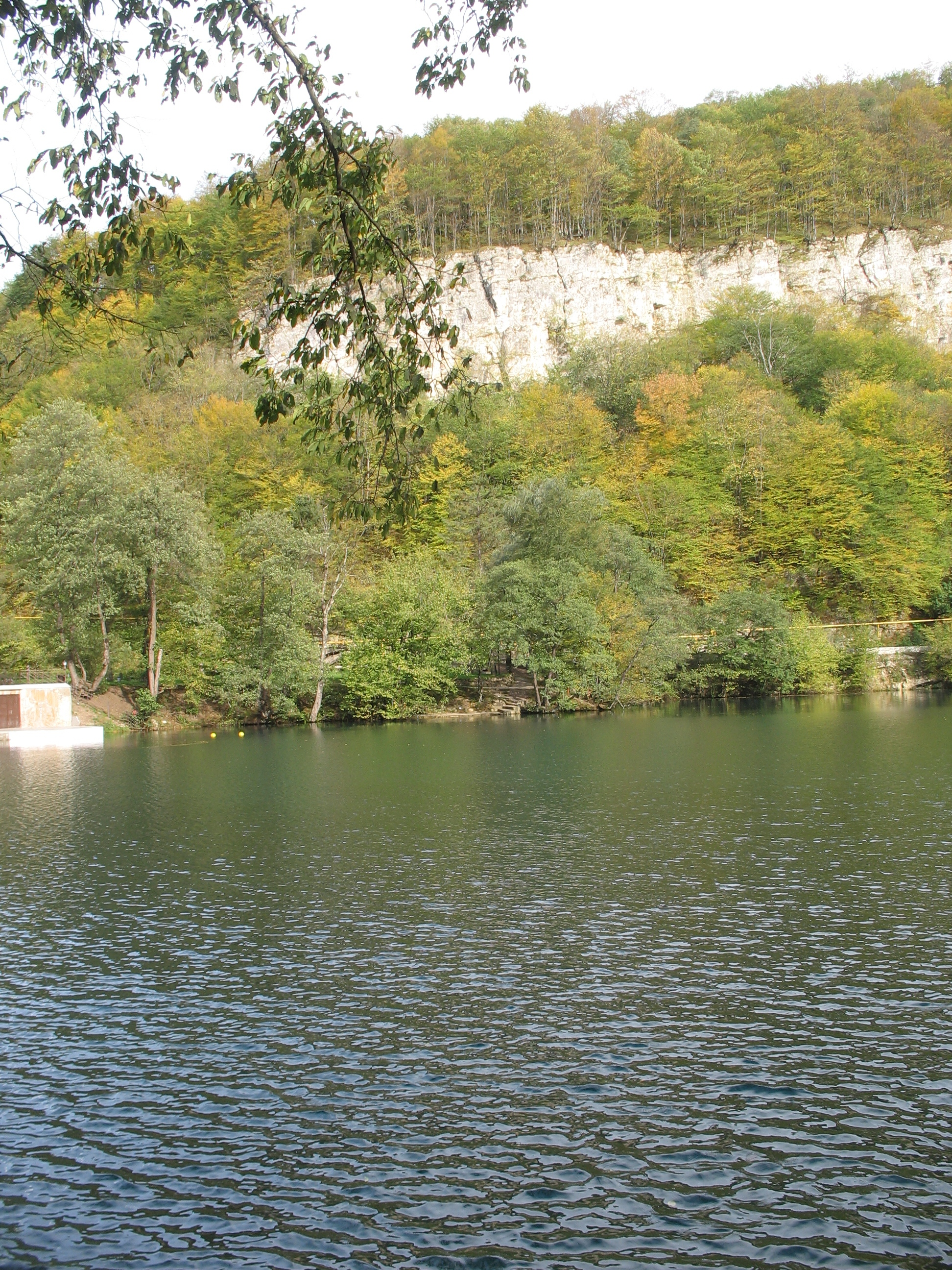
Лиственный лес, Нижнее Голубое озеро, Кабардино-Балкария

В Карпатах буковые леса образованы буком европейским с примесью граба, явора, дуба скального, клёна остролистного и других пород; местами к ним присоединяются ель и пихта. Кустарники обычно растут отдельными экземплярами и не образуют сплошного яруса.
В Крыму буковые леса занимают в основном северные склоны гор. Примесью к ним являются липа, ясень, граб, осина. Кустарниковый ярус почти всегда отсутствует.
На Кавказе буковые леса произрастают в среднем поясе гор — от 500 м над уровнем моря до верхней границы лесного пояса. Кроме бука здесь встречаются граб, липа, явор, ясень и другие породы.
В Западном Закавказье к ним присоединяется каштан. Кустарникового яруса обычно нет, только в Западном Закавказье развивается вечнозелёный подлесок из лавровишни, рододендрона понтийского, черники кавказской и падуба.
Ближе к верхней границе леса буковые леса и в Крыму, и на Кавказе приобретают характер низкорослых криволесий с густым и разнообразным травостоем.
Небольшие островки буковых лесов встречаются в Подолии и Молдавии.
Северные монодоминантные леса образуют горные пояса на Урале и Сихотэ-Алине — из липы, на Алтае и в Саянах — из берёзы и осины.

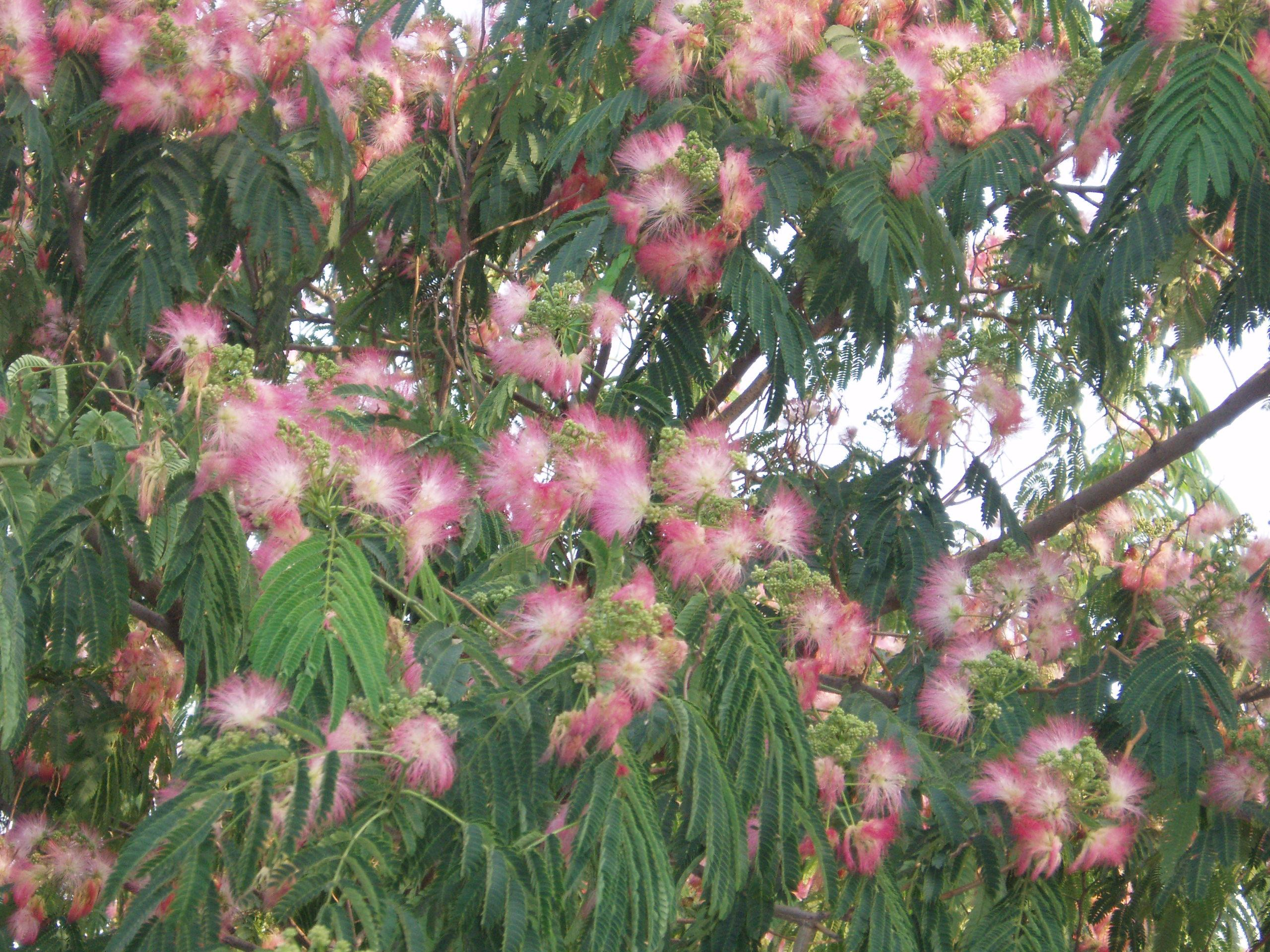
Акация шёлковая

Очень своеобразны леса из дуба каштанолистного в Талышских горах в южной части Азербайджана. К дубу примешивается, наряду с грабом и несколькими видами клёна и груши, некоторые субтропические породы: акация шёлковая, зельква, хурма, инжир гирканский; второй ярус образует парротия; кустарниковый ярус состоит из иглицы гирканской, даная, мушмулы, глоговины, падуба, боярышника; из лиан встречаются сассапариль и ежевика.
В Колхиде и других районах Закавказья встречаются первичные леса из ольхи бородатой (Alnus glutinosa subsp. barbata) с подлеском из самшита, падуба. Особый климат Колхиды способствует произрастанию различных видов древесных лиственных растений, включая и вечнозелёные. Среди них много реликтов третичного периода и эндемиков. Колхидские леса тянутся от Колхиды через всю Малую Азию вдоль южного побережья Чёрного моря и делятся на собственно колхидскую, или колхидо-средиземноморскую, нижнюю ступень и более высокорасположенную колхидо-центральноевропейскую ступень. В нижней ступени господствуют дуб, каштан и липа серебристая. В верхней ступени доминирует бук, в более освещённых местах вместе с ним растут граб, хмелеграб, клён полевой и другие. Для обеих ступеней колхидских лесов характерно наличие вечнозелёного подлеска, представленного рододендроном понтийским, падубом остролистным и другими. В некоторых местах рододендрон образует непроходимые заросли. Из лиан на осветлённых местах встречаются сассапариль и ежевика.
В Западном Предуралье основной лесообразующей породой становится липа, к которой в большом количестве примешиваются вяз и клён остролистный. Подлесок образован лещиной, жимолостью лесной, черёмухой и некоторыми другими кустарниками. Липовые леса встречаются кое-где и к западу от реки Белой.

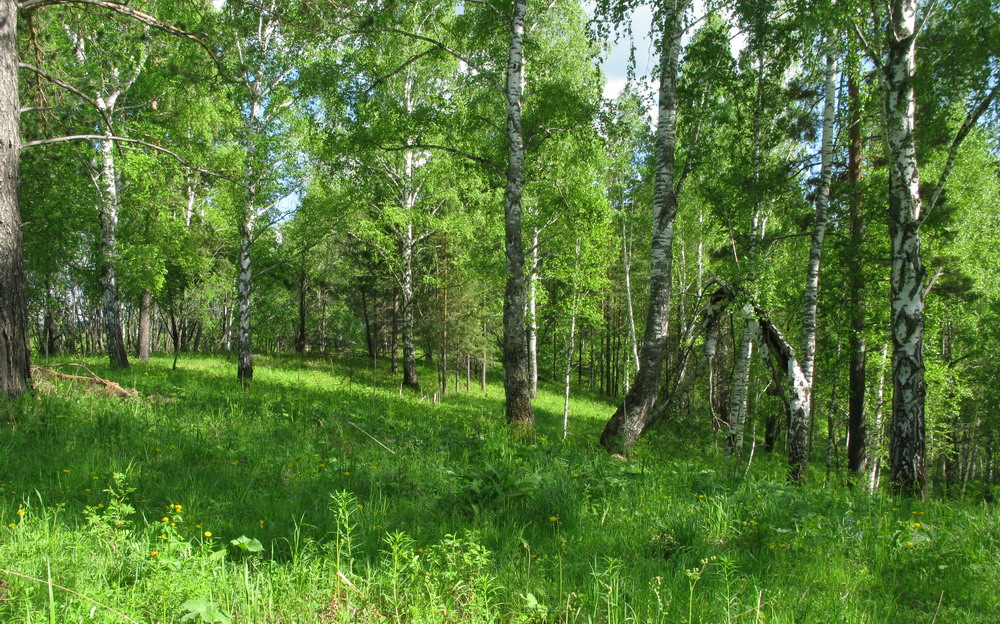
Березняк, Западный Саян, Россия, 330 м над ур. моря

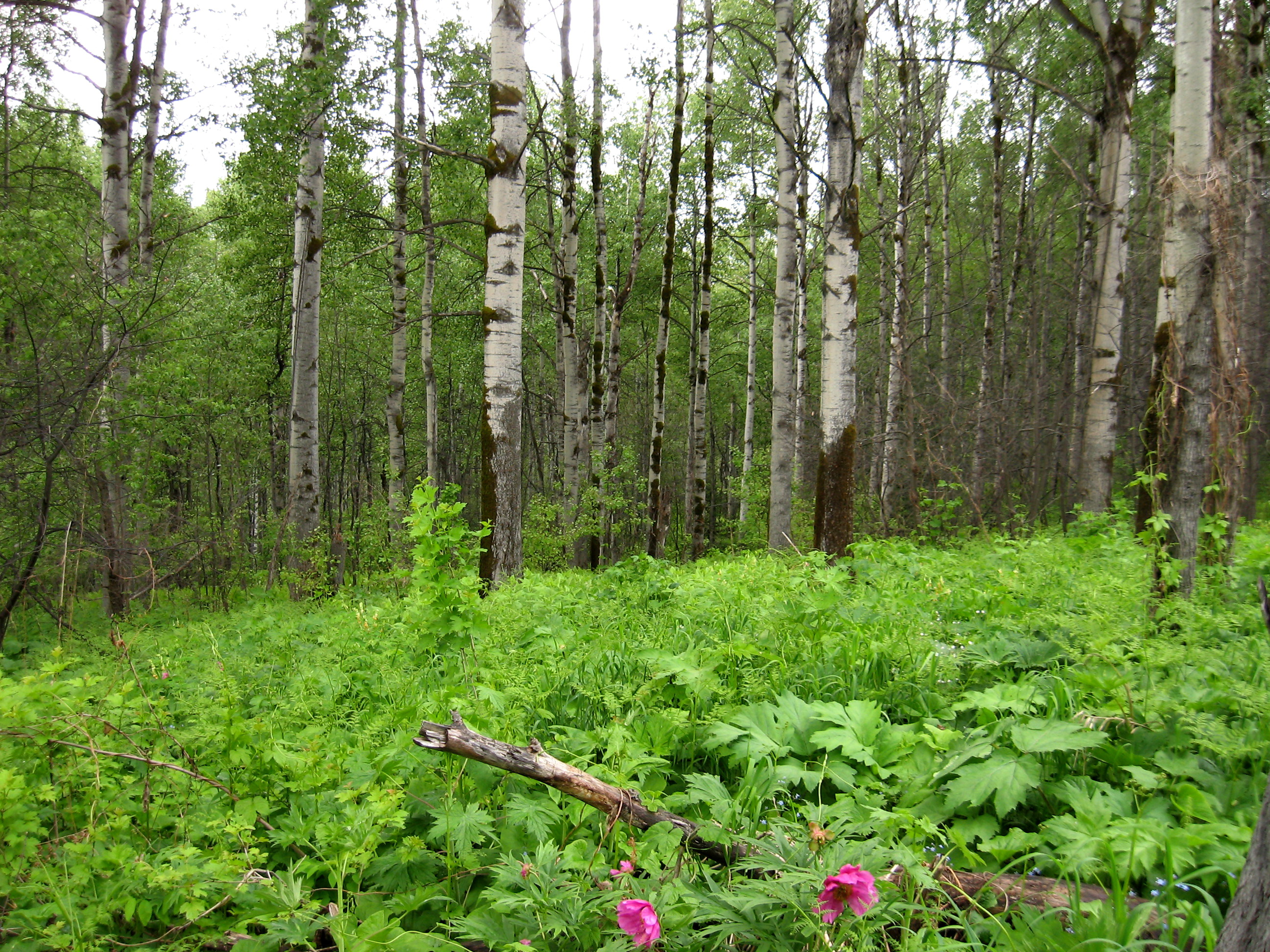
Осинник, хребет Веховой, Западный Саян, Россия

Северная монодоминантная подзона в Сибири постепенно выклинивается вплоть до Среднесибирского плоскогорья и состоит из берёзовых и осиновых лесов. Берёзовые леса составляют 60 % всей площади лиственных лесов территории бывшего СССР, осиновые — до 13 %, затем — дубовые и буковые леса. На севере таёжной зоны России распространены леса из берёзы пушистой, в средней и южной части — леса из берёзы поникшей и осины. Большие массивы таких лесов, являющихся вторичными, существуют возле крупных промышленных центров Европейской части России, Урала и Алтая. В полосе южной тайги в подлеске берёзовых лесов встречаются липа, клён остролистный, орешник, бересклет бородавчатый, жимолость. Берёзовые и осиновые леса юга Западной Сибири являются коренными, они тянутся широкой полосой от Урала до Минусинской котловины и заменяют отсутствующую в Западной Сибири зону широколиственных лесов. Основу западносибирских осиновых лесов составляют берёза повислая, осина, а также берёза пушистая. На дренированных участках распространены березняки-зелёномошники. На менее дренированных плоских участках водоразделов встречаются березняки-долгомошники. Самые увлажнённые березняки водоразделов заняты сфагновыми березняками. На севере этой зоны распространены высокоствольные леса с подлеском из черёмухи, рябины, различных видов шиповника и ив. В Западной Сибири и Горной Шории встречаются острова липовых лесов, основу которых составляет липа сибирская.
Вторичные леса из ольхи серой встречаются только в зоне хвойных лесов и только на месте ельников. В северной части тайги в них обычен подлесок из можжевельника. Нередко сероольшанники встречаются на опушках между хвойным лесом и лугом.
На Дальнем Востоке леса этой подзоны в основном липовые. Они составляют нижний лесной пояс предгорий Сихотэ-Алиня и Малого Хингана. «Парковые» берёзовые леса занимают большую часть Камчатки и северное побережье Охотского моря от Ямской губы до Охотска, встречаются также на Сахалине и Курильских островах. Основу их составляет берёза каменная — медленно растущее дерево, достигающее высоты 12—15 м, в оптимальных условиях — до 20 м. У морского и океанского побережья и у верхней границы леса стволы берёз нередко сильно искривлены. В подлеске каменноберёзовых лесов на Камчатке растет рябина бузинолистная, жимолость синяя и жимолость Шамиссо, шиповник тупоушковый, таволга березолистная, бузина камчатская, по мере подъёма в горы появляются ольха кустарниковая и кедровый стланик. На опушках, вдоль ручьев и в редкостойных лесах развивается мощное высокотравье (высотой до 2—3,5 метров) из лабазника камчатского, борщевика шерстистого, крестовника коноплёволистного, недоспелки камчатской, купыря лесного, дудника коленчатосогнутого, дудника медвежьего и других видов.
На юго-западе острова Сахалин и на южных Курилах (Кунашир и Итуруп) растут хвойно-широколиственные леса, древостой которых составляют дуб монгольский (Сахалин) и курчавенький, клёны Майра и жёлтый, ильмы японский и долинный, ясень маньчжурский, пихта сахалинская и ель Глена, калопанакс семилопастной, яблоня сахалинская, черемуха Максимовича и айнская, вишня сахалинская и многие другие виды. На Кунашире встречается магнолия обратнойяцевидная — теплолюбивое реликтовое дерево. В подлеске произрастают различные виды бересклета и калины, шиповник тупоушковый, вишня курильская, аралия высокая, рододендрон Фори (Кунашир), многочисленны лианы — токсикодендрон восточный, актинидии коломикта и острая, лимонник китайский, гортензия черешковая и др. Также для лесов Сахалина и Курил характерно высокотравье, подобное камчатскому, только с ещё большим набором видом.

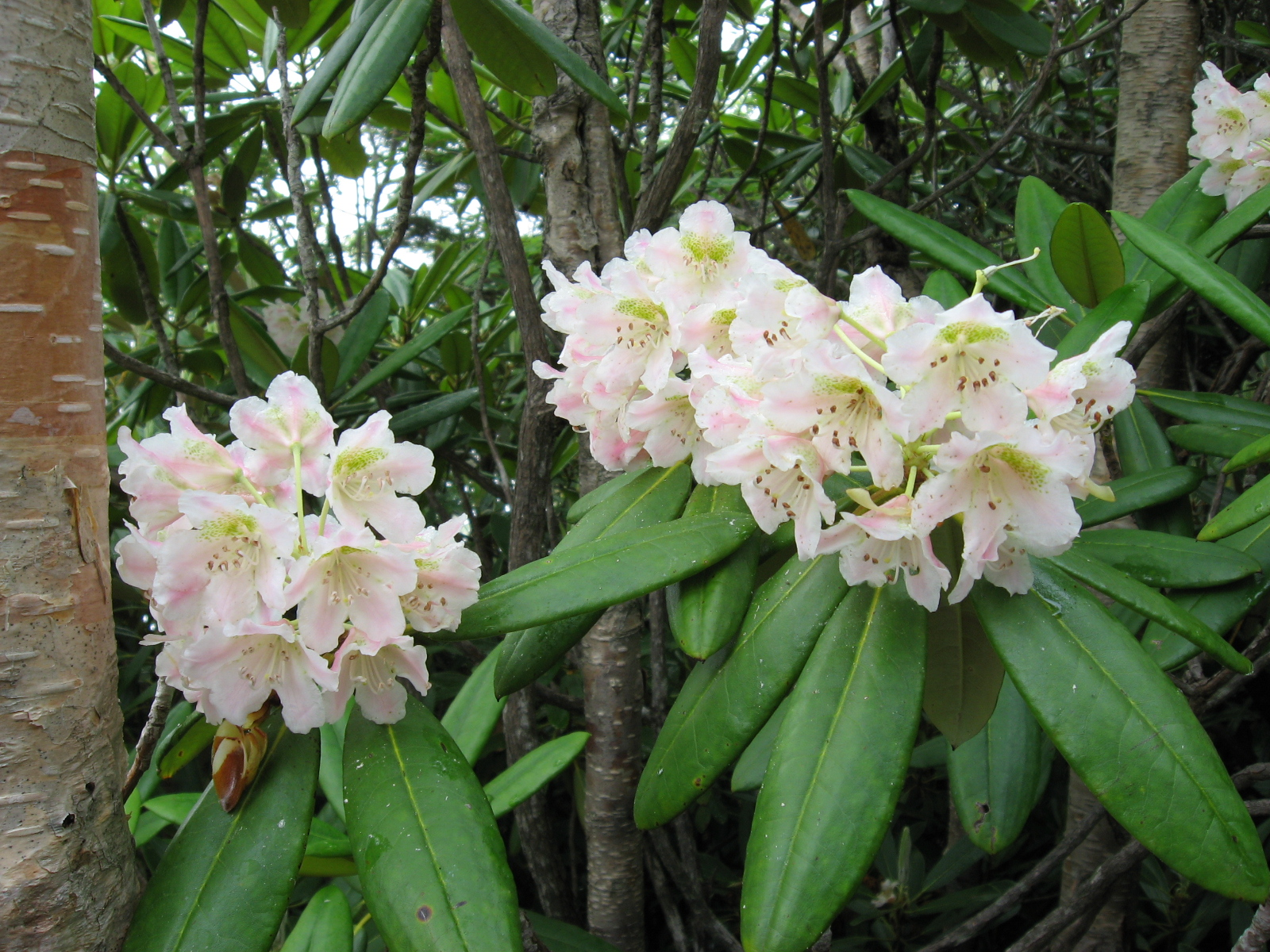
Рододендрон короткоплодный, растущий в лесах Приморья

На Дальнем Востоке России на равнинах Приамурья и предгорьях Буреинского хребта, а также в Приморье (в предгорьях Сихотэ-Алиня) до высоты 200—300 м над уровнем моря растут широколиственные полидоминантные леса. Занимаемая ими территория не подвергалась оледенению, и эти леса обладают очень богатой растительностью, здесь можно встретить реликты третичного периода, но очень мало видов, свойственных европейским лесам. Древостой образуют дуб монгольский, липа амурская, липа Таке, клён мелколистный и ложнозибольдов, берёза ребристая, даурская и маньчжурская (Betula platyphylla subsp. mandshurica), граб, ясень носолистный, калопанакс. Из кустарников особенно часто встречаются рододендрон, леспедеца, лещина маньчжурская и разнолистная, спирея уссурийская, бересклет малоцветковый, чубушник, дейция амурская (Deutzia parviflora var. amurensis), аралия маньчжурская, жимолость Максимовича. Местами обильно разрастаются лианы: виноград амурский, актинидия коломикта, лимонник китайский, краснопузырник, виноградовник и др. В пойменных лесах растут вяз, ясень маньчжурский, орех маньчжурский.
В Северной Америке основными породами в лиственных лесах являются дуб, кария, каштан благородный, орех чёрный, липа, ясень, вяз, ближе к северным районам региона преобладают бук и клён. Деревья и кустарники в этих лесах очень разнообразны и многие аборигенные виды не известны в Европе, в то же время немало европейских пород интродуцировано в Северную Америку.

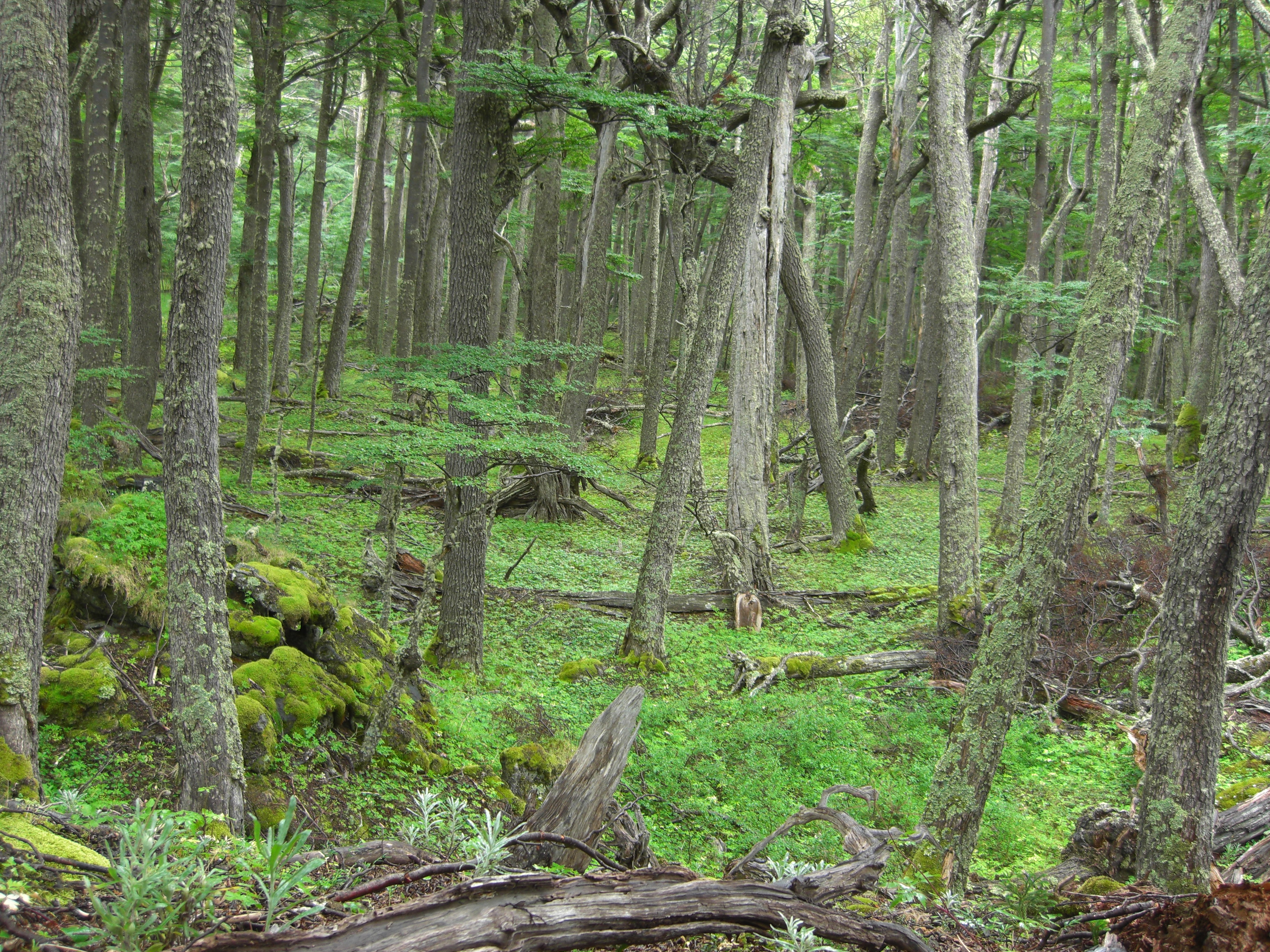
Леса «ленга» в Чили

В Чили лиственные леса образуют растения рода Южный бук «робле», а южнее и в более высоком поясе гор «раули». В подлеске встречаются многие вечнозелёные виды. Леса «робле» очень похожи на наиболее хорошо развитые дубовые леса Центральной Европы. Деревья достигают здесь высоты 39—40 м. Высота «раули» такая же. Поражают очень мощные стволы. Ствол одного дерева может обхватить руками 13 человек. «Раули» по своему облику напоминают буковые леса. Такие же леса сохранились в западной части острова Южный Новой Зеландии:247.

#### Травянистые растения

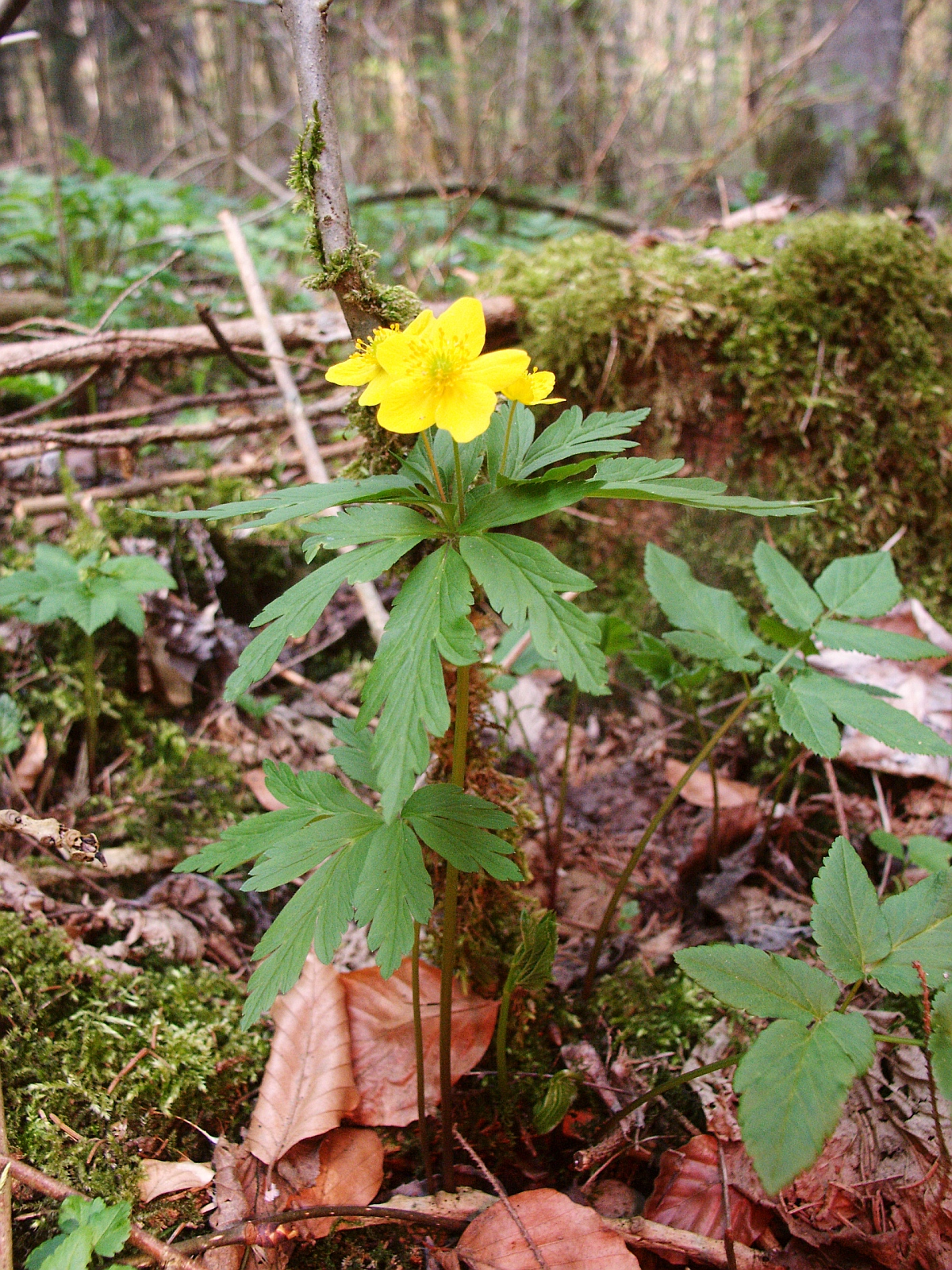
Ветреница лютичная в лиственном лесу, Германия

Травянистый покров в лиственных лесах хорошо развит и богат видами. Здесь в условиях сильного затенения и хорошего развития листовой подстилки растут травы с широкими и тонкими листовыми пластинками, в основном геофиты, среди них много эфемероидов, использующих для цветения период длинного светового дня, когда деревья и кустарники ещё не покрылись листвой и не заслоняют собой свет. Они запасают питательные вещества в корневищах, клубнях и луковицах, находящимися на небольшой глубине. Небольшой слой лесной подстилки способствует её быстрому прогреву весной, когда солнечные лучи ещё не задерживаются листвой деревьев и достигают поверхности почвы. В этот период лесные геофиты быстро выпускают облиственные побеги и цветут. После цветения и запасания подземными органами питательных веществ все надземные органы этих растений отмирают, растения переходят в период покоя. Все травянистые растения лиственных лесов очень требовательны к почве. После того, как древесные растения покроются листвой, освещённость почвы и травянистого покрова в лесу не только ухудшается, но и становится неравномерной, что отражается на характере распределения травяного покрова. Травяной покров хорошо развит на освещённых участках, в затенённых местах растут лишь немногие растения, которые чаще всего не плодоносят. Несмотря на это, лесные травы относятся к теневыносливым растениям. Различия же в видовом составе дубовых, буковых, берёзовых и других лиственных лесов зависят в первую очередь от условий освещённости. Затенённость и защита от ветра, создаваемые в лесу, способствуют постоянству влажности у поверхности почвы, поэтому травянистые растения в лесу ещё и гигрофиты.

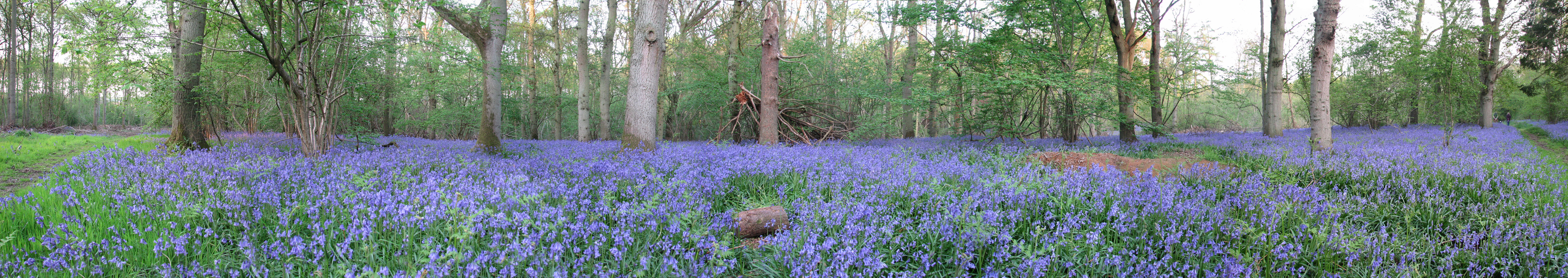
Цветение гиацинтоидеса в лиственном лесу, Нортхемптоншир, Англия

В дубовых лесах среди трав преобладают сныть, медуница неясная, пролесник, копытень, подмаренник душистый, звездчатка ланцетовидная, яснотка зеленчуковая, фиалка удивительная. Из злаков часто встречаются мятлик лесной, бор, костёр Бенекена, коротконожка лесная, овсяницы гигантская и высокая, среди осок — осока лесная и особенно обильная местами осока волосистая. В более северных районах и пойменных дубравах много папоротников: кочедыжник женский, страусник, щитовник мужской. Из эфемероидов широко распространены гусиный лук жёлтый, хохлатка плотная, чистяк весенний, ветреница лютичная. В более западных дубравах обычны, кроме того, зубянки пятилисточковая (Dentaria quinquefolia) и луковичная (Dentaria bulbifera), пролески двулистная и сибирская, хохлатка Маршалла, местами черемша.

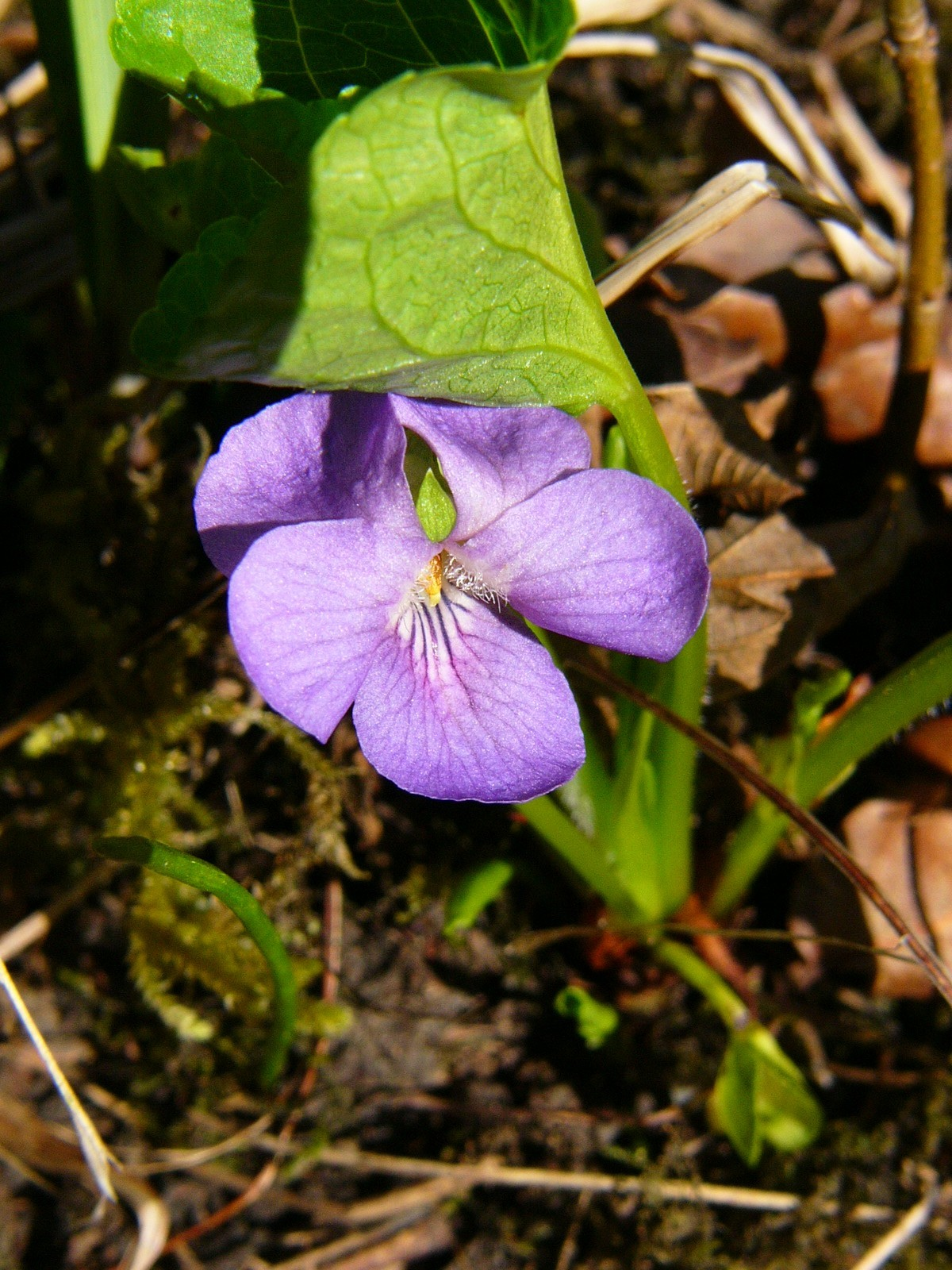
Фиалка удивительная в лиственном лесу

В лиственных лесах Прикарпатья и Предкавказья, кроме обычных дубравных тенелюбивых растений, в изобилии растут воробейник пурпурно-синий, шалфей клейкий, медуница мягкая, подлесник, ясенец, чина чёрная, осока горная и другие. Из злаков чаще встречаются мятлик лесной, ежа, коротконожки лесная и перистая, вейник тростниковый. Из эфемероидов можно увидеть пролеску сибирскую, чистяк, ветреницы, хохлатки, гусиные луки, сердечники.
В липовых лесах Предуралья травяной покров образуют подмаренник душистый, звездчатка ланцетовидная, фиалка удивительная, копытень, сныть и другие обычные для лиственных лесов тенелюбы. На более влажных местах растут чистец лесной, недоспелка копьевидная, борец высокий, короставник татарский, некоторые папоротники.
В лесах из пушистого дуба всюду обычен плющ. В более влажных тенистых местах растут коротконожка лесная, ежа, окопник крымский и другие лесные травы. В разреженных светлых лесах преобладают чий костеровидный, типчак, пырей средний и суховыносливое разнотравье.
В лесах Талышских гор травяной покров обычно слабо развит и образован в основном злаками: коротконожкой лесной, ежой, мятликом лесным и осоками — лесной и расставленной, а также первоцветом разноцветным, фиалкой каспийской, папоротниками и другими.
В колхидских лесах на стволах деревьев обычен плющ, тамус и обвойник, хмель, а в заболоченных местах встречаются осока ложносытевая, рогоз широколистный и папоротники — орляк, листовик сколопендровый и другие. На стволах и ветвях деревьев поселяются многочисленные эпифитные мхи и папоротник многоножка. В лесах из ольхи бородатой в травяном покрове преобладает страусник.

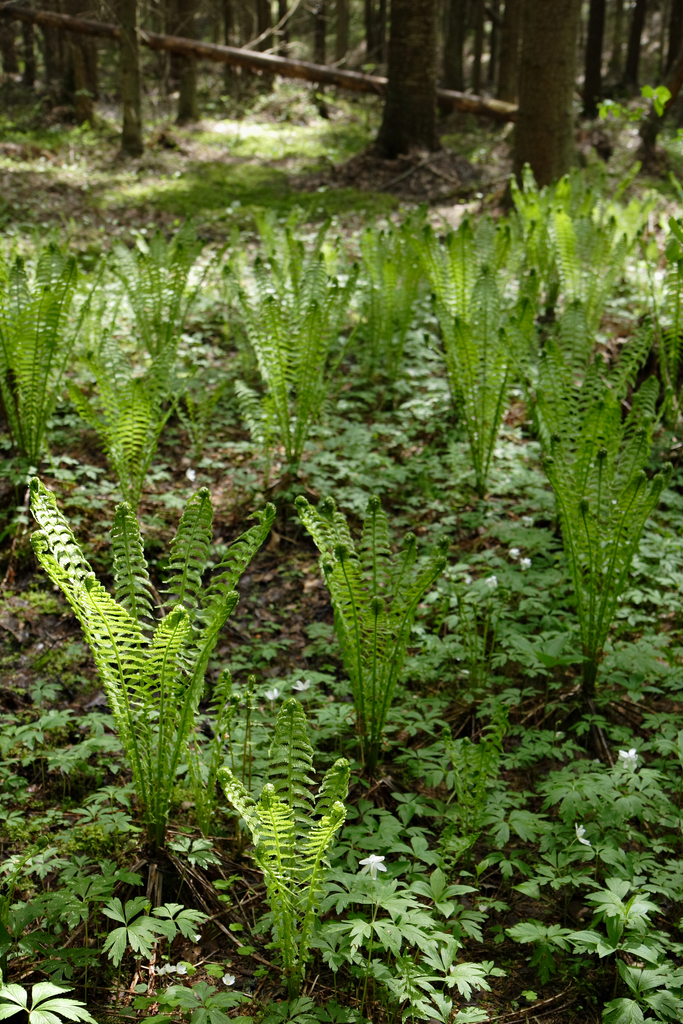
Страусник и ветреница дубравная в лиственном лесу

В карпатских буковых лесах кроме обычных для лиственных лесов трав — сныти, подмаренника, пролесника, копытня — встречаются растения, свойственные темнохвойным лесам, например, кислица. В буковых лесах Крыма травостой образован мятликом лесным, подлесником, подмаренником, пролесником и другими тенелюбивыми травами, из эфемероидов характерна зубянка пятилистная. В травяном покрове кавказских буковых лесов можно встретить подмаренник, подлесник, мятлик лесной, вороний глаз, овсяницу горную, купену многоцветковую и папоротники: кочедыжник женский, щитовник мужской и страусник. Из эфемероидов особенно много гусиных луков, пролесок, подснежников, зубянок, медвежьего лука, дряквы.
В горных дубовых лесах преобладают вейник тростниковый, коротконожки лесная и перистая, подмаренник душистый, душица, буквица лекарственная, псоралея смолистая, зверобой, марьянник, дорикниум и другие.
Во вторичных лесах из пушистой берёзы почва покрыта зелёным мхом, здесь сохраняются многие растения, характерные для еловых и сосновых лесов и поселяются луговые травы. В полосе южной тайги во вторичных берёзовых лесах в травяном покрове встречаются виды, характерные для дубрав: яснотка зеленчуковая, медуница неясная, осока волосистая, чина весенняя и другие, мхов здесь гораздо меньше. На месте липовых и дубовых лесов обычно возникают березняки со снытью. Для зоны широколиственных лесов характерны вторичные осиновые леса со снытью и осокой волосистой.
В северной части западносибирских берёзовых лесов преобладают вейник наземный и тростниковый, сныть, костяника, вороний глаз. Многие берёзово-осиновые леса водоразделов заболочены, в них в изобилии растёт осока дернистая.
Для травяных каменноберёзников характерны дудник медвежий, борщевик рассечённый, крестовник пальмовидный, таволга камчатская. На самых влажных местах преобладают шеломайник и разные виды хвощей. В горах Сихотэ-Алиня для каменноберёзовых лесов обычен бадан толстолистный.
В широколиственных лесах Дальнего Востока среди трав преобладают самобытные виды, лишь немногие травянистые растения встречаются как в европейских, так и в дальневосточных лесах: папоротники щитовник мужской, страусник и некоторые другие, овсяница гигантская, подмаренник душистый, печёночница. Травянистый покров богат и разнообразен, здесь растут осоки, полыни, бубенчики, атрактилодес, ясенец, ирис одноцветковый, марьянник, горошки, сподиопогон, ландыш и другие.

#### Грибы

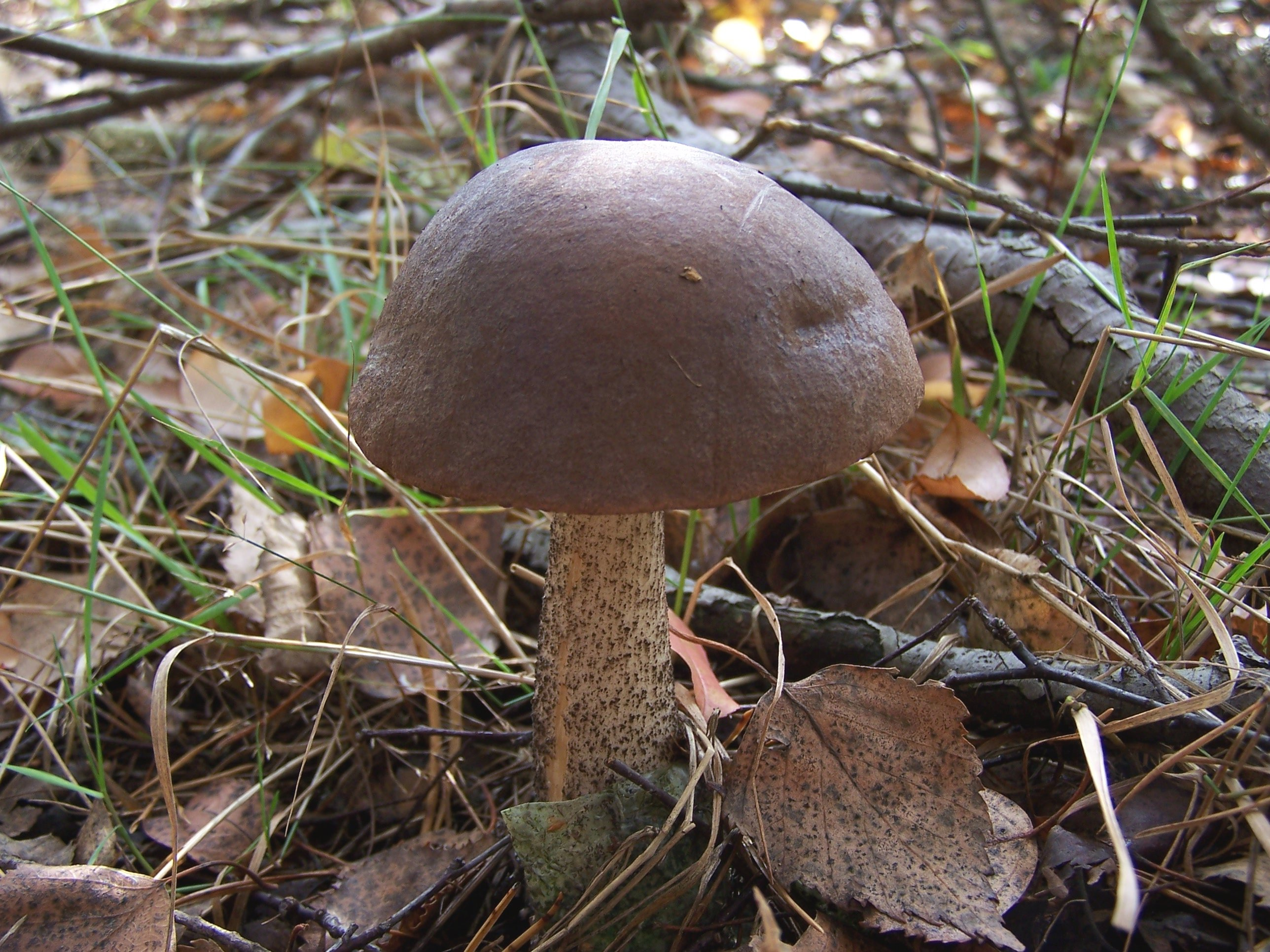
Подберёзовик обыкновенный в лиственном лесу, Польша

К лиственным лесам приурочены грибы из класса почвенных сапротрофов, подгруппы Лесные почвенные сапротрофы, обитающие на опаде и на почве в лесу. Грибы-сапротрофы поселяются на мёртвой древесине деревьев и разрушают её, при этом на поверхности стволов они образуют многолетние плодовые тела. На мёртвых берёзах особенно часто встречаются сероватые, многолетние, копытообразные плодовые тела трутовика настоящего и белые пробковые однолетние плодовые тела трутовика берёзового. Очень широко распространена губка дубовая (Daedalea quercina), растущая на пнях и отмерших стволах широколиственных пород (дуба, бука, каштана). Но наиболее многочисленны в лиственном лесу микоризные грибы, образующие микоризы на корнях лиственных деревьев. Почва в лесу, особенно вблизи корней деревьев, пронизана грибницей микоризных грибов, а на поверхности появляются многочисленные плодовые тела этих грибов: это подберёзовик, подосиновик, сыроежки и другие грибы. Если подосиновик вступает в симбиотические отношения со многими видами лиственных деревьев (осина, тополь, ива, дуб, бук, граб, берёза), то подберёзовик только с берёзой. Съедобные грибы рода Меланогастер (Melanogaster) с полуподземными плодовыми телами образуют микоризу преимущественно с корнями лиственных деревьев. Меланогастер сомнительный (Melanogaster ambiguus) особенно часто встречается в дубовых и грабовых лесах. Ложнодождевик бородавчатый вступает в симбиоз только с деревьями широколиственных пород. Чёрный трюфель растёт в лесах вместе с дубом, буком, грабом в основном на юге Франции, белый трюфель, произрастающий на территории бывшего СССР, растёт в лиственных лесах с берёзой, тополем, ильмом, липой, ивой, рябиной, боярышником.

### Фауна

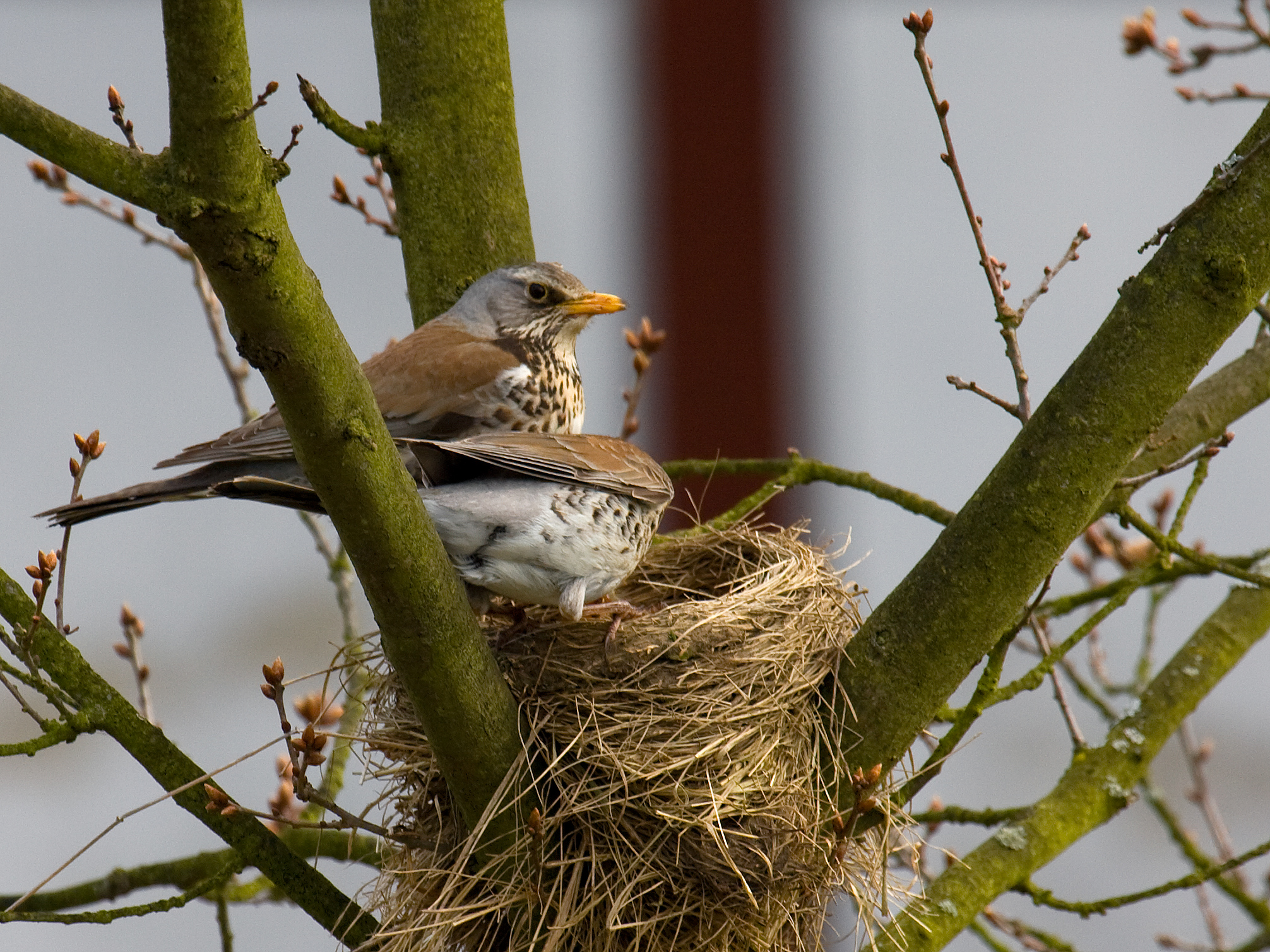
Пара рябинников у гнезда

Фауне лиственных лесов свойственна сезонность, это связано с сезонными изменениями климата и с тем, что в зимний период лес, лишённый листвы, не обеспечивает надёжное укрытие лесным обитателям. В лиственном лесу обитают в основном перелётные птицы, также характерны виды птиц, живущие в дуплах и кронах деревьев. Многие птицы лиственного леса радуют нас своим пением, излюбленным местообитанием знаменитых своим пением соловьёв (восточного, или курского соловья и западного соловья) являются лиственные леса Европы. Дрозд рябинник и чечётка любят селиться в берёзовых лесах. Малая мухоловка облюбовала исключительно буковые леса Германии. Европейские лиственные леса служат излюбленным местообитанием для завирушек лесных, синиц лазоревка и князёк, дубоносов. Такие перелётные птицы, как иволги и соловьи, прилетают с юга самыми последними, когда покрывшиеся листвой деревья предоставляют достаточную защиту их гнёздам. Берёзовые рощи являются излюбленным местообитанием остающегося на зимовку в лесах тетерева-косача, важным объектом промысла, который зимой питается почками, а весной серёжками берёзы и ольхи.
Из млекопитающих широколиственным лесам отдаёт предпочтение благородный олень, он встречается на юге Сибири, Дальнем Востоке, Кавказе, по всей Западной Европе, в Южной Скандинавии, в Северной Америке и других местах, предпочитая разреженные участки леса с густым подлеском. Светлых лесов с хорошо развитыми подлеском и подростом придерживается и косуля, она питается растительной пищей, в том числе листьями лиственных деревьев.

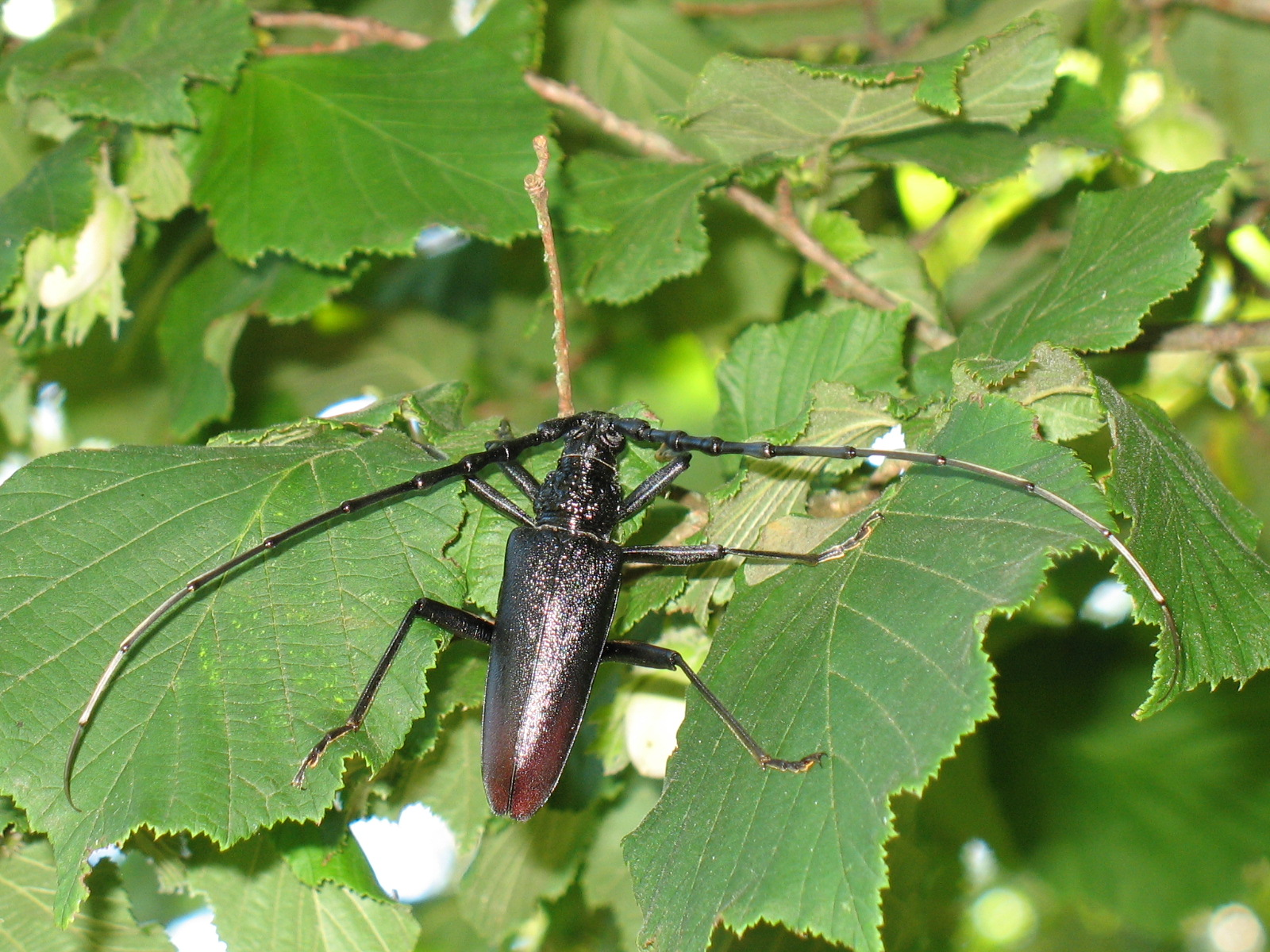
Усач большой дубовый на ветке липы

В лесной почве живёт множество насекомых, среди них связанные с корневой системой растений (личинки жуков долгоносиков, златок), обитатели разлагающихся органических остатков (личинки жуков бронзовок, многих мух), а также различные хищные насекомые, например, жужелицы. В лесной подстилке обитают насекомые-стратобионты, другую экологическую нишу занимают насекомые-хортобионты — обитатели травянистого покрова, тамнобионты — обитатели кустарников и дендробионты — обитатели деревьев. Среди обитателей травянистых растений встречаются как насекомые, держащиеся на поверхности растений и питающиеся этими растениями или другими насекомыми; так и обитатели толщи листьев, стеблей, бутонов, плодов, вызывающих разрастание тканей растений — галлов. Внутри ствола и ветвей деревьев живут личинки жуков-короедов, жуков-лубоедов и жуков-заболонников, а также жуки-усачи или дровосеки и личинки жуков златок. Свои обитатели находятся и у отмершей древесины — насекомые-ксилобионты: некоторые жуки, муравьи, пчёлы. В кронах деревьев лиственного леса живут листогрызущие формы насекомых: жуки-листоеды и их личинки, гусеницы бабочек и другие. Окукливание же листогрызущих насекомых происходит под чешуйками на стволах деревьев, или в почве, или в растительных остатках на её поверхности.
Лиственные деревья могут сильно пострадать от поедания их вредными листогрызущими насекомыми, такими как яблоневая моль, непарный шелкопряд, тутовая пяденица и другими. Но, кроме вреда, насекомые оказывают и пользу лесным растениям. Насекомые способствуют расселению растений по территории. Велико значение насекомых-опылителей в жизни растений, при этом создаются симбиотические отношения между ними.

## Текущее состояние

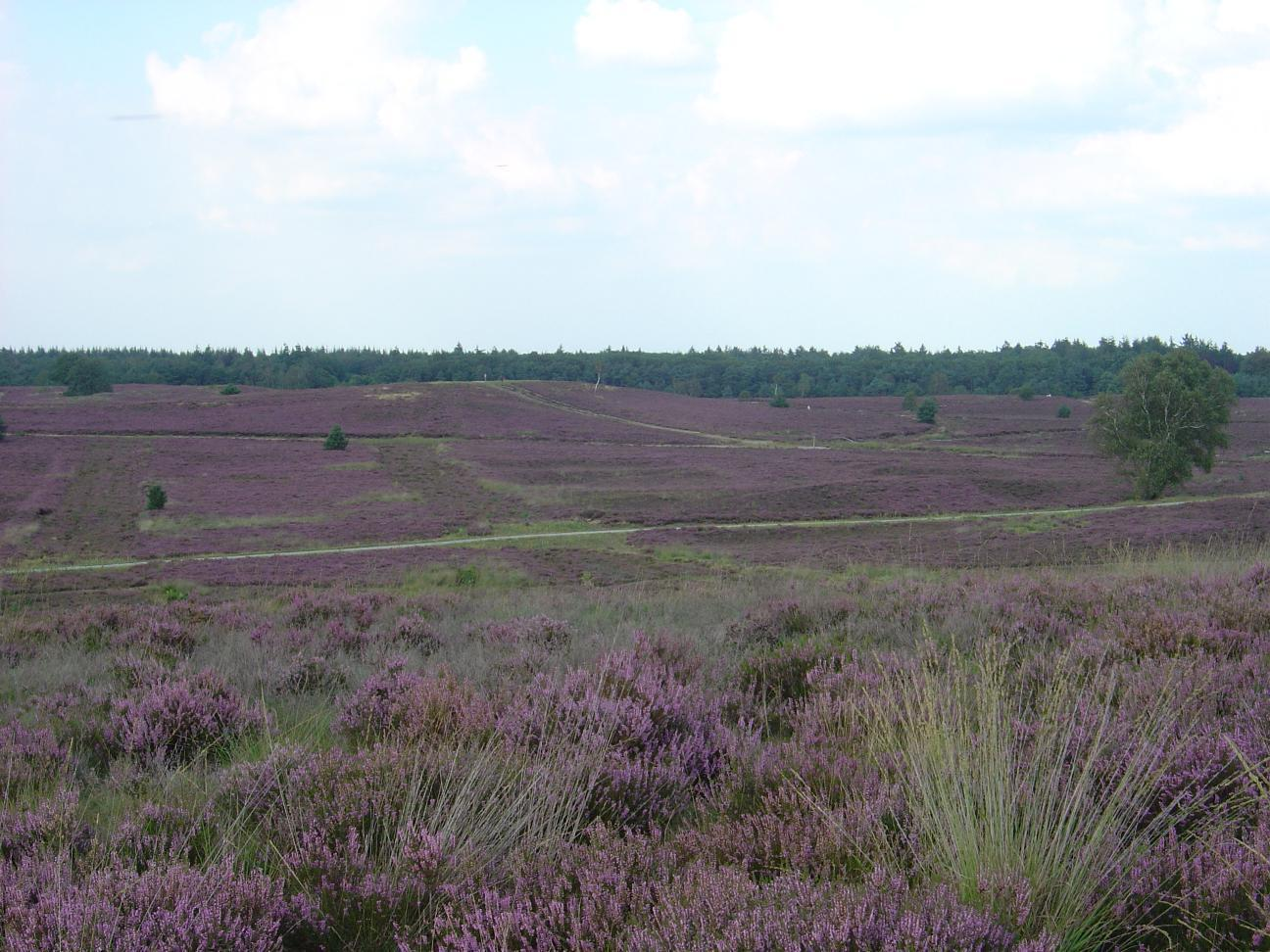
Вересковая пустошь

В наше время эти леса растут в самых развитых и густонаселённых странах планеты: Германия, Франция, Польша, Белоруссия, Чехия, Словакия, Молдова северо-восток США, Корея, Приморский край России (на юге), КНР и др. Это обуславливает сильное давление со стороны цивилизации на них. В естественных условиях лиственные леса лучше всего развиваются на равнинных участках, где они не подвергаются влиянию застойного увлажнения или грунтовых вод, на почвах ни слишком бедных и ни слишком тяжёлых, с хорошо сформированным профилем. Такие почвы наиболее пригодны для земледелия и распахивались в первую очередь. Поэтому лиственные леса на этих почвах были со временем почти полностью уничтожены и их место заняли пашни.
На Британских островах, в Испании, Франции, Италии и Греции леса были почти полностью уничтожены в результате длительного лесопользования, расчистки территорий для сельскохозяйственных целей и прочего. В настоящее время в Европе лиственные леса занимают лишь 25 % всей территории, на маломощных почвах и крутых склонах гор, на тяжёлых переменновлажных или бедных почвах, то есть в таких местах, которые менее пригодны для сельскохозяйственного использования. На месте уничтоженных лесов в настоящее время также развиваются луга, состоящие из злаков и различных двудольных травянистых растений. В прибрежных районах Западной и Центральной Европы наряду с лугами развиваются вересковые пустоши, или верещатники.
В Швеции и Финляндии сохранилось около половины лесного фонда. Эти две страны, наряду с Россией, являются наиболее лесообеспеченными районами Европы.
На Европейской части России широколиственные леса сохранились лишь многочисленными островками, разделёнными окультуренными территориями. Наиболее крупные дубравы сохранились благодаря тому, что они входили в стратегическую «засечную черту» Русского государства, оберегая его от набегов кочевников и охранялись государством, например, известные Тульские засеки. Но и в те времена, вероятно, леса не были сплошными и были приурочены к возвышенностям, а в низинах сочетались с участками луговых степей.

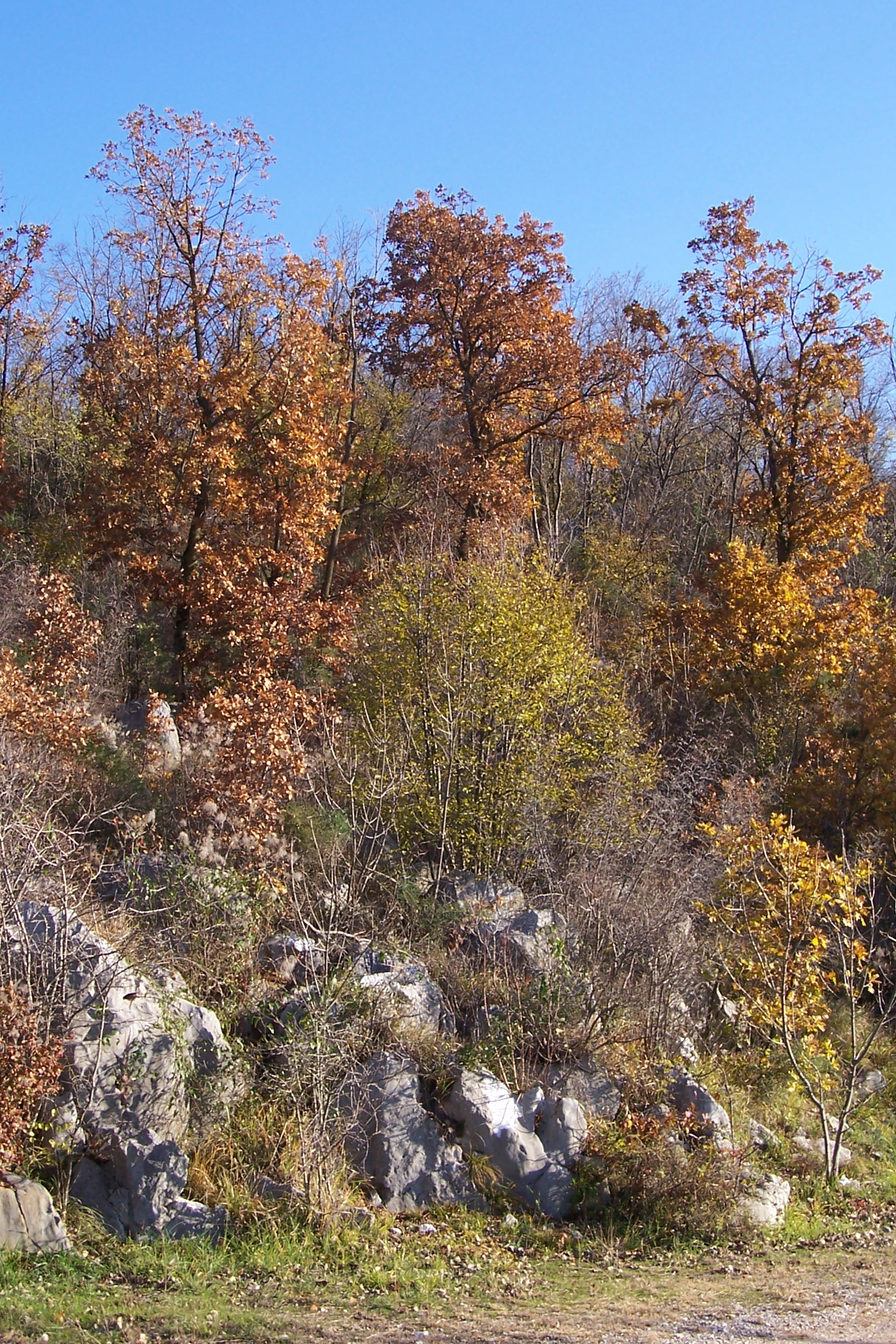
Поросль из пушистого дуба на карстовых скалах, Италия

На территории бывшего СССР из-за выпаса скота и вырубки пушистый дуб, возобновляясь порослью, приобретает форму кустарника и леса из него превращаются в труднопроходимые заросли кустарников, или шибляк. То же самое, по-видимому, происходит и в других средиземноморских странах, где имелись леса из пушистого дуба.
На месте вырубленных еловых лесов возникают вторичные леса из серой ольхи. В результате естественного развития они могут со временем смениться коренными лесами, но чаще всего такие леса из-за дальнейшей вырубки коренных лесов, частого выпаса скота и пожаров разрастаются и занимают большие площади, как например, на северо-западе Европейской части России.
В Северной Америке леса занимают менее половины той площади, которую они занимали 300 лет назад, когда на континент сошли первые колонизаторы. Леса уничтожались для очистки территории в связи с ростом населения и заселения освобождаемых площадей, а также для хозяйственного использования.

## Лиственный лес в искусстве

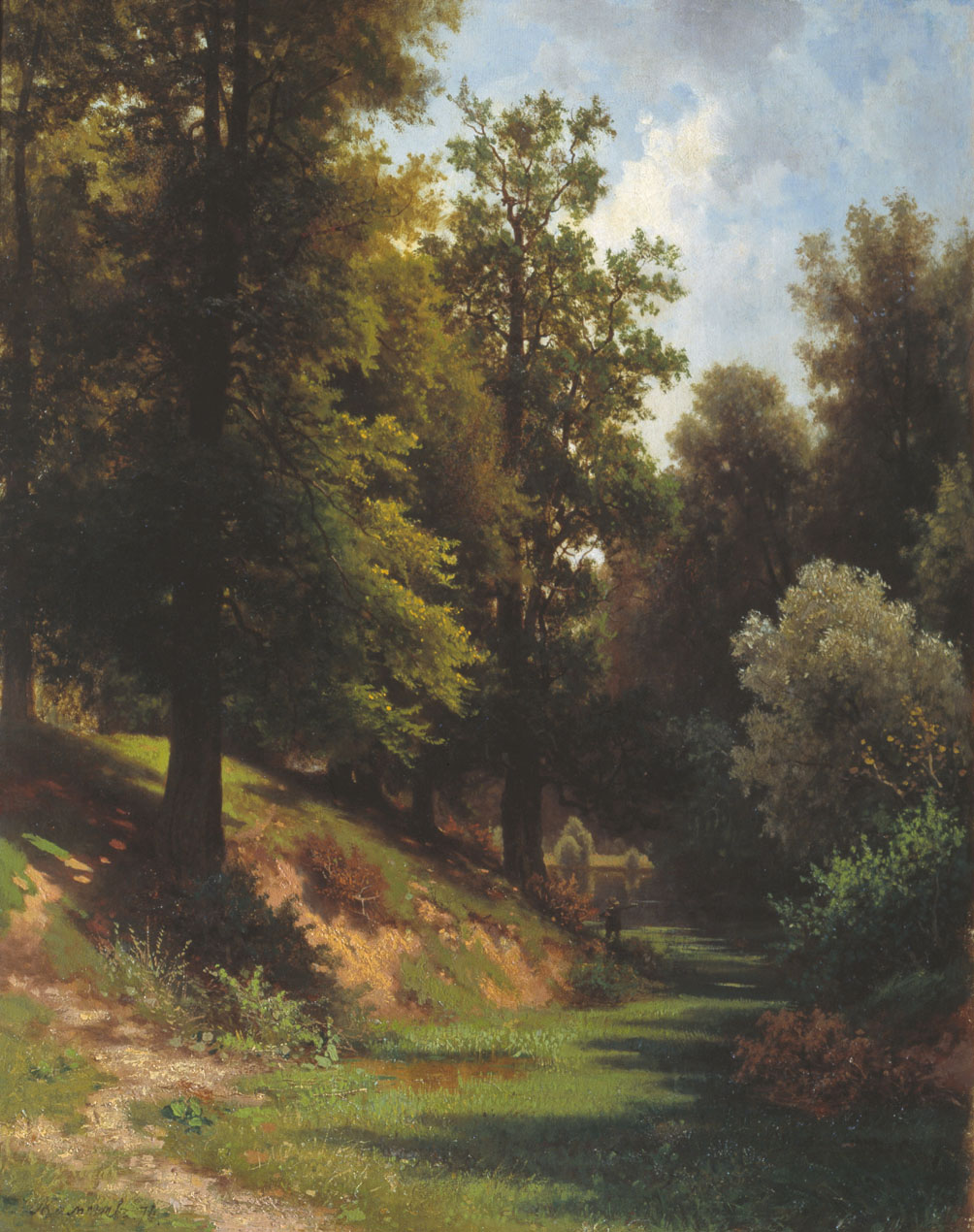
Картина Льва Каменева «Лес»

Лиственный лес необыкновенно красив и постоянно меняет свой облик: весной он расцвечен всеми красками от цветущих трав, кустарников и свежей ярко-зелёной листвы, летом он привлекает своей зеленью и прохладой, ягодами, грибами, осенью переливается всеми красками уходящего лета, зимой от покрывающего деревья инея напоминают зимнюю сказку. Лиственные леса служили источником вдохновения для многих живописцев. Известный русский художник Шишкин И. И. написал несколько картин с названием «Лиственный лес» (1873 г., 1890 г., 1897 г.), «Группа лиственный деревьев и камни», а также картины с изображением лиственного леса «Берёзовый лес» (1871 г.), «Лес вечером», «К осени» (1880 г.), «Заросший пруд у опушки леса. Сиверская» (1883 г.), «Дождь в дубовом лесу» (1891 г.), «Буковый лес в Швейцарии» (1863 г. и 1863—1864 гг.), «В роще» (1865 г.), «Женщина с мальчиком в лесу» (1868 г.), «Пейзаж с гуляющими» (1869 г.), «Ручей в берёзовом лесу» (1883 г.), «Дубовая роща» (1887 г.), «Дубы. Вечер» (1887 г.), «Дубы» (1864 г.), «На лесной меже» (1878 г.), «Облака над рощей» (1878 г.), «Опушка лиственного леса» (1895 г.), «Отдых в лесу» (1865 г.), «Роща у пруда» (1896 г.), «Ручей в лесу» (1870 г.), «Тевтобургский лес» (1865 г.), «У ручья» (1883 г.), «Лиственный лес» (1880—1890 гг.), «Лиственный лес на скалистом берегу. Валаам» (1859 г.), «Лес перед грозой» (1872 г.), «Дубовый лесок в серый день» (1873 г.), «На покосе в дубовой роще» (1874 г.), «Пасека в лесу» (1876 г.), «Старые липы» (1894 г.), «Берёзовая роща» (1896 г.), «Лесная поляна» (1897 г.).
Несколько картин известных русских художников с названием «Лес» изображают лиственный лес: Шишкина И. И. (1870 г.), Жуковского С. Ю. (1910 г. и без даты), Сомова К. А. (1900 г.), Л. Л. Каменева (1874 г.), Батурина В. П. (1929 г.).
Клодт М. К. изобразил лиственный лес на картине «Дубовая роща» (1863 г.), Боголюбов А. П. — «Лес в Веле. Нормандия» (1871 г.), Куинджи А. И. — «Берёзовая роща» (1879 г. и 1901 г.), «Берёзовая роща. Пятна солнечного света» (1890—1895 гг.), «Лесная поляна» (1887 г.), «Лесное озеро. Облака» (1882 г.), «Роща» (1900 г.), Васнецов В. М. — «Дубовая роща. Абрамцево» (1883 г.), Аммон В. Ф. — «На опушке леса. Полдень» (1871 г.), Щедровский И. С. «Дорога в лесу (с фигурами)» (1836 г.), Дюккер Е. Э. «Полдень в лесу» (1866 г.), Саврасов А. К. — «Летний день. Дорога на берегу реки» (1856 г.).

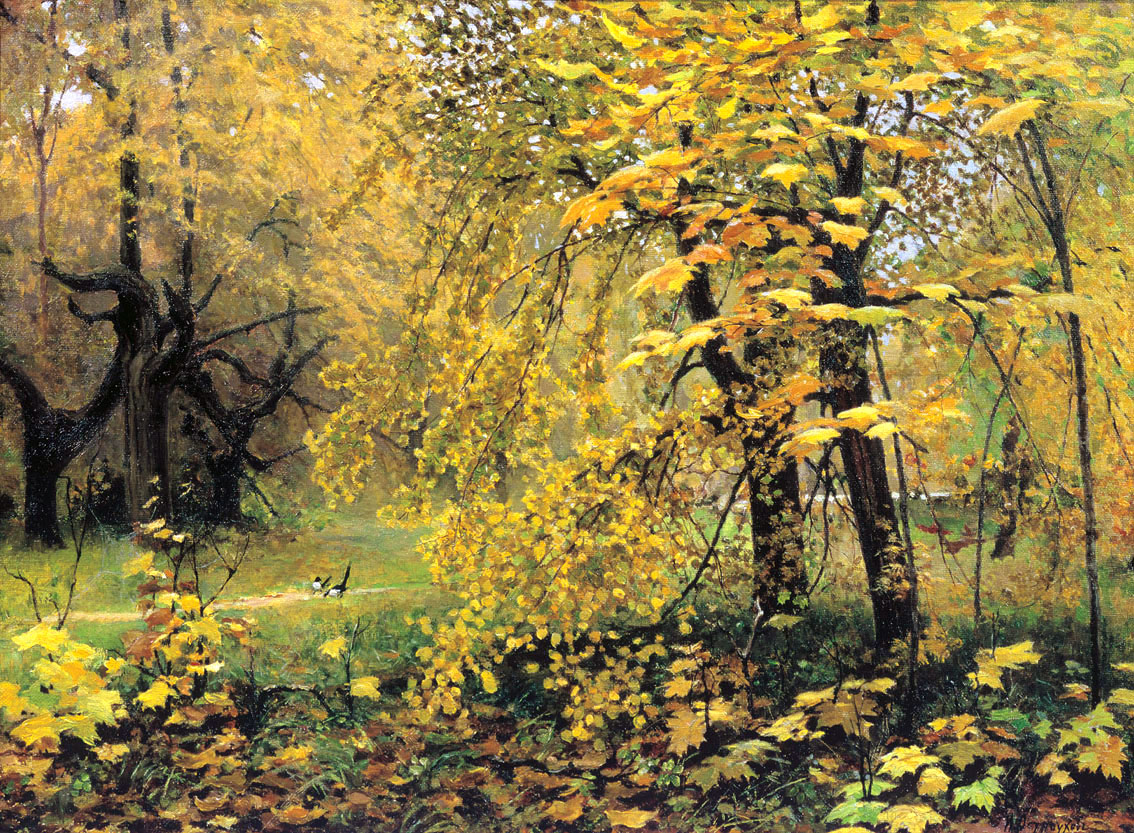
Картина Остроухова И. С. «Золотая осень»

Осенний лиственный лес изображён на картинах известных русских художников: Поленова В. Д. «Золотая осень» (1893 г.), Левитана И. И. «Золотая осень» (1895 г.), «Последние лучи солнца. Осиновый лес» (1897 г.), «Октябрь. Осень» (1891 г.), «Дубовая роща. Осень» (1880 г.), «Осень. Охотник» (1880 г.), «Дуб на берегу реки» (1887 г.), Куинджи А. И. «Осень» (1890-е гг.), Остроухова И. С. «Золотая осень» (1887 г.), Мясоедов Г. Г. «Осеннее утро» (1893 г.), Жуковский С. Ю. «Осень. Дорога» (1910 г.), Киселёва А. А. «Осень в лесу» (1908 г.); зимний лес — на картинах: Левитана И. И. «Зимой в лесу» (1885 г.) и Астальцева В. В. «Февральское солнце. Кунцево» (1958 г.), Саврасова А. К. «Зимний пейзаж. Иней» (1870-е гг.); весенний лес — на картинах: Левитана И. И. «Весна в лесу» (1882 г.), Саврасова А. К. «Весна» (1883 г.), Мясоедова Г. Г. «Лесной ручей. Весной» (1890 г.).
Лиственный лес изображён и на других картинах Левитана И. И.: «Тропинка в лиственном лесу. Папоротники» (1895 г.), «У омута» (1892 г.), «Берёзовая роща» (1889 г.), «Опушка леса. Этюд» (1880-е гг.).